# Geschichte der Schweizer Eisenbahn

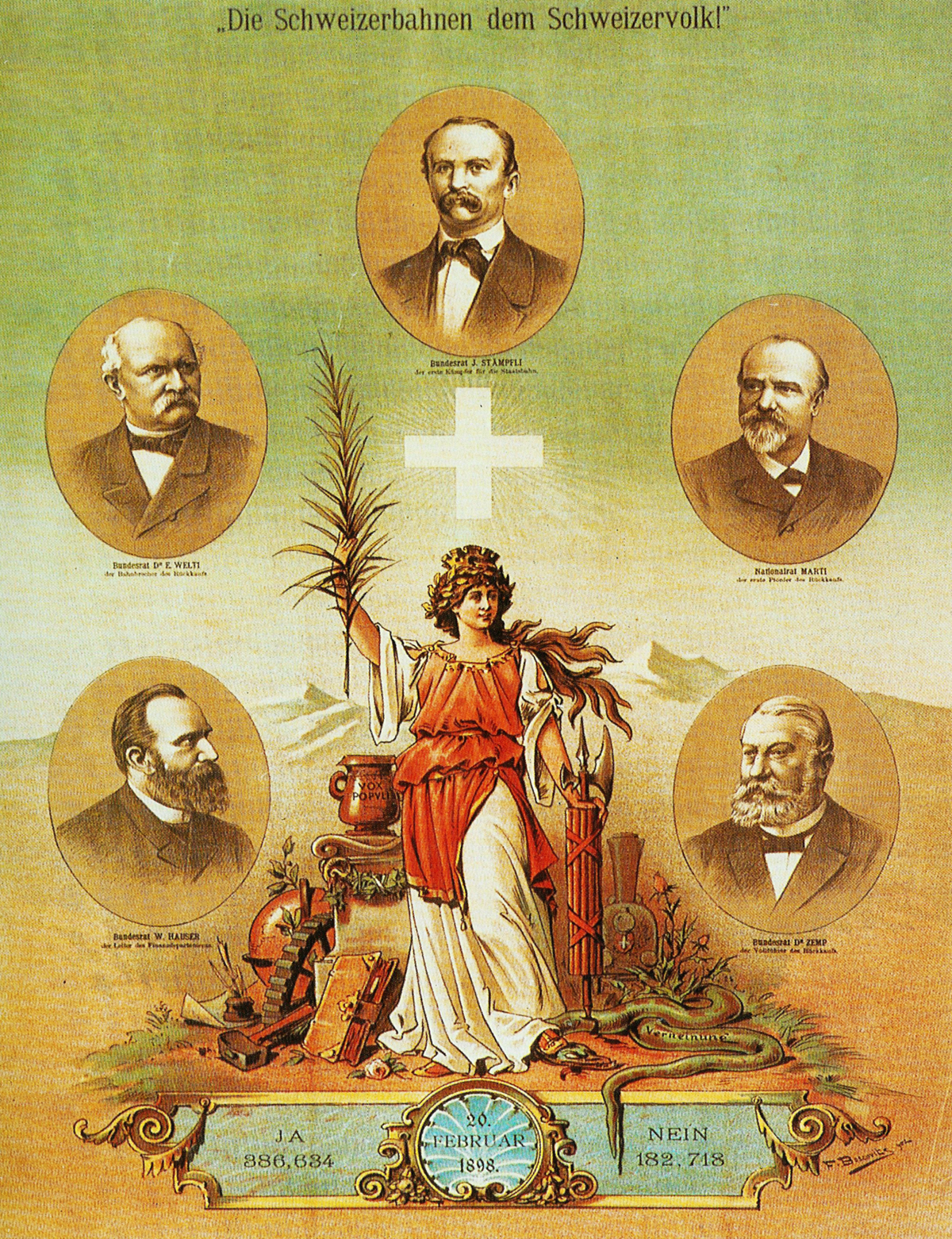
Plakat zur Gründung der SBB von Fritz Boscovits

Die Geschichte der Schweizer Eisenbahn war bis zur Eröffnung der ersten Strecke (von Strassburg) nach Basel 1844 erst einmal eine Geschichte der Planungen: Seit den 1820er-Jahren arbeiteten die damals noch souveränen Kantone und private Industrielle fortgeschrittene Projekte aus, die jedoch infolge der politischen Instabilität während der Restauration und der gegensätzlichen Interessen der Kantone nicht umgesetzt werden konnten. Die erste, ausschliesslich auf Schweizer Boden gebaute Eisenbahnstrecke wurde 1847 zwischen Zürich und Baden eröffnet. Ein richtiger Eisenbahnbauboom setzte erst mit der Verabschiedung des Eisenbahngesetzes 1852 ein. Es legte fest, dass Eisenbahnen durch Private oder Kantone gebaut und betrieben werden sollten, was zu einem erbitterten Konkurrenzkampf der verschiedenen Privatbahngesellschaften und zu Konkursen der Schweizerischen Ostwestbahn 1861 sowie der Schweizerischen Nationalbahn 1878 führte. Dies war einer der Gründe, die zu einem Meinungsumschwung führten und die Forderung nach einer Verstaatlichung der Bahngesellschaften laut werden liess. Dies geschah im Zeitraum zwischen 1901 und 1909, als die fünf grossen Privatbahnen in die Schweizerischen Bundesbahnen überführt wurden. Zwar wurden weiterhin Privatbahnen gegründet; diese befanden sich jedoch nicht in den Händen von Privateigentümern, sondern grösstenteils in kommunaler oder staatlicher Hand. Infolge der fehlenden Kohle in der Schweiz und wegen reichlich vorhandenem Strom aus Wasserkraft wurde schon früh mit der Elektrifizierung der Strecken begonnen. Die beiden Weltkriege bestärkten die Schweiz dabei, denn während dieser benötigten die Kriegsparteien die in ihren Revieren geförderte Steinkohle für ihre energieaufwändige Kriegswirtschaft. Durch die Elektrifizierung wurde die Schweiz autarker. 
Nach dem Zweiten Weltkrieg nahm die Konkurrenz durch den Strassenverkehr zu, so dass einige Strecken stillgelegt wurden; allerdings nicht in jenem Ausmass wie im übrigen Westeuropa.
1975 wurde mit der Heitersberglinie die erste neue Strecke seit dem Zweiten Weltkrieg eingeweiht. Die Einführung des Taktfahrplans 1982 war ein weiterer Meilenstein in der Organisation des schweizerischen Eisenbahnwesens. Er wurde durch die S-Bahn Zürich und den Aufbau anderer S-Bahn-Netze gefördert. Mit der Eröffnung der Neubaustrecke Mattstetten–Rothrist im Jahr 2004 war das Kernstück des Konzepts der Bahn 2000 fertiggestellt. Der Lötschberg-Basistunnel wurde im Juni 2007 in Betrieb genommen und der Gotthard-Basistunnel 2016. Diese beiden Tunnel bilden die Neue Eisenbahn-Alpentransversale. Die mittelfristigen Ausbaumassnahmen werden im Projekt Zukünftige Entwicklung der Bahninfrastruktur (ZEB) zusammengefasst.

## Vorgeschichte

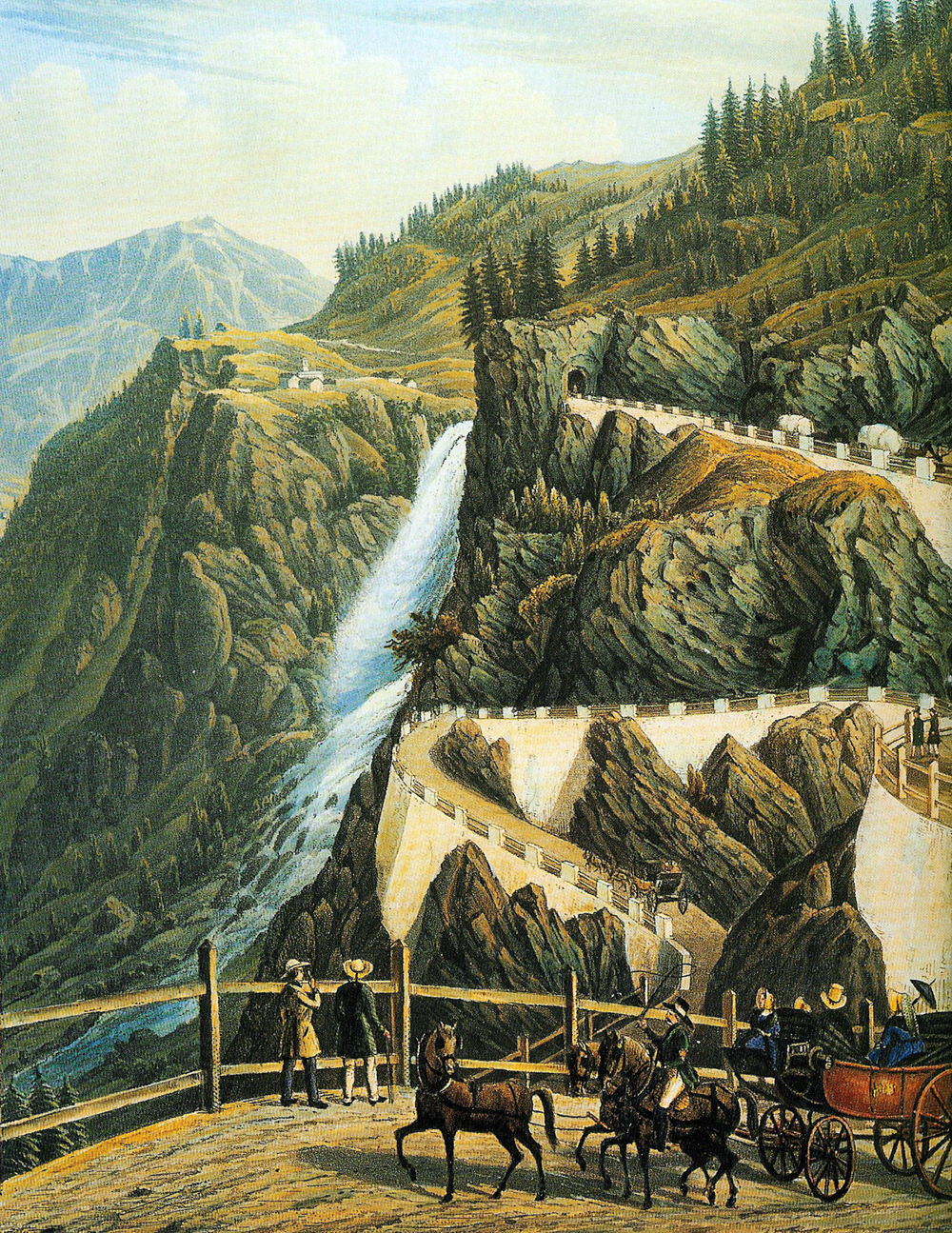
Eilwagen Chiavenna–Chur an der Splügenstrasse

Obschon die Schweiz als europäisches Land spät mit dem Bau von Eisenbahnstrecken begann, war das allgemeine Verkehrsnetz der Landstrassen bereits früh gut ausgebaut. Während der «magischen 1830er-Jahre» verkehrten Dampfschiffe auf den Seen, und Alpenpässe am Splügen und Gotthard wurden ausgebaut. Die Strassenqualität war von Gemeinde zu Gemeinde verschieden, und als Strassenbelag wurden Kiessteine oder Naturasphalt aus dem Kanton Neuenburg verwendet.
Nach dem Ende der Helvetischen Republik 1803 unterlag das Postwesen nicht mehr den Kantonen. Viele private Unternehmer boten daher Personenbeförderungsdienste an. In den 1820er Jahren gab es mehrere Eilwagendienste zwischen Zürich und Chur sowie von Genf über Lausanne nach Freiburg und von Bern nach Zürich. Als die Passstrassen zwischen 1827 und 1831 weiter ausgebaut wurden, beschrieb ein Reisebericht die Fahrt von Altdorf nach Bellinzona, die rund 15 Stunden Fahrt in Anspruch nahm. Die Reisezeiten zwischen Nord und Süd verkürzten sich noch mehr, als 1839 zwischen Luzern und Flüelen das erste Dampfschiff verkehrte. Die heute noch berühmten Werbeplakate im Personentransportgeschäft wurden 1844 zum ersten Mal erstellt: Das Postamt von Altdorf warb mit dem «täglichen Eilwagen-Cours», welcher die schnellste und bequemste Verbindung zwischen Italien und dem südlichen Deutschland sei; die Fahrt von Luzern nach Mailand dauerte rund 31 Stunden.

## Pionierzeit

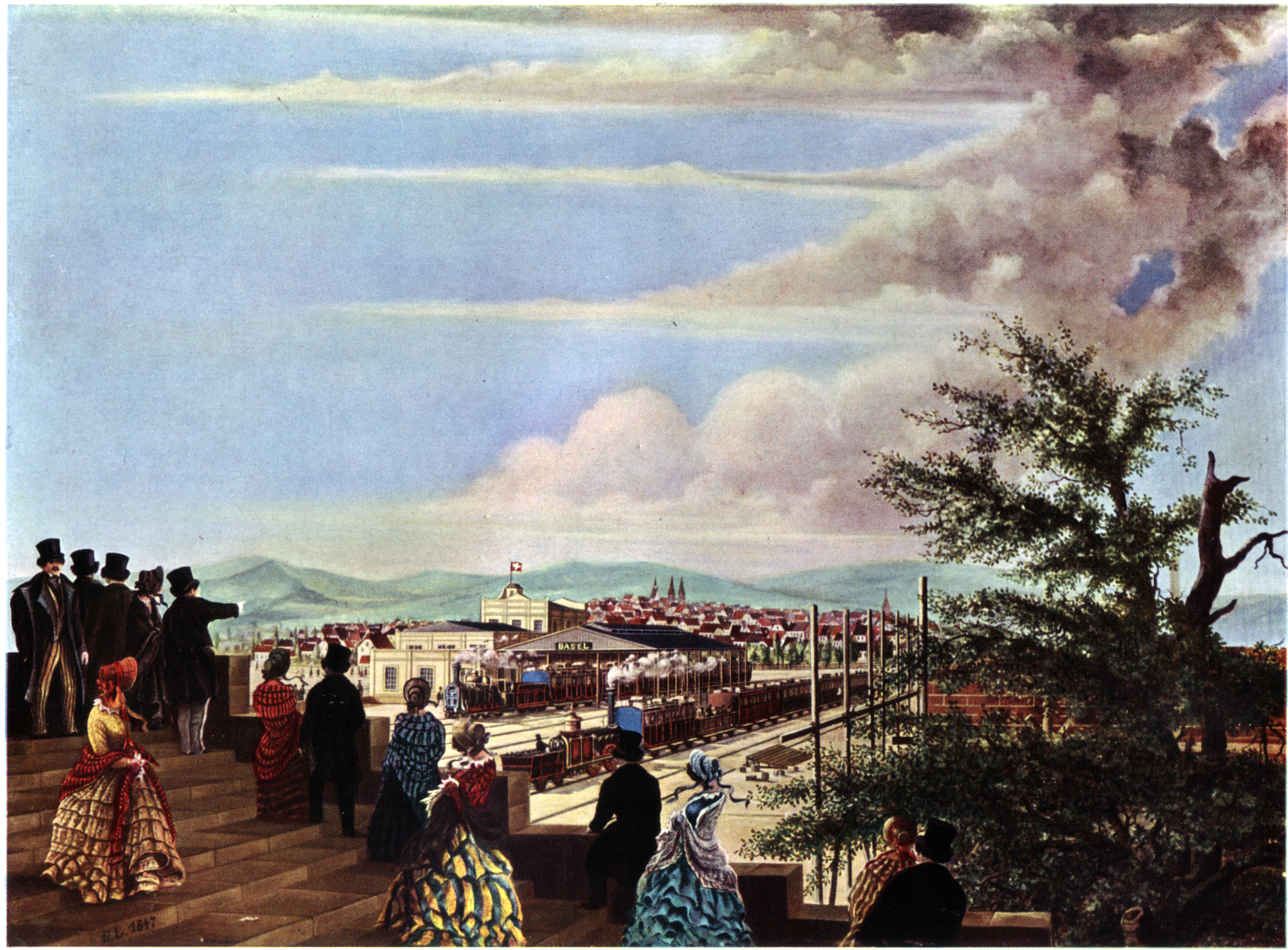
Der 1845 eröffnete französische Bahnhof von Basel

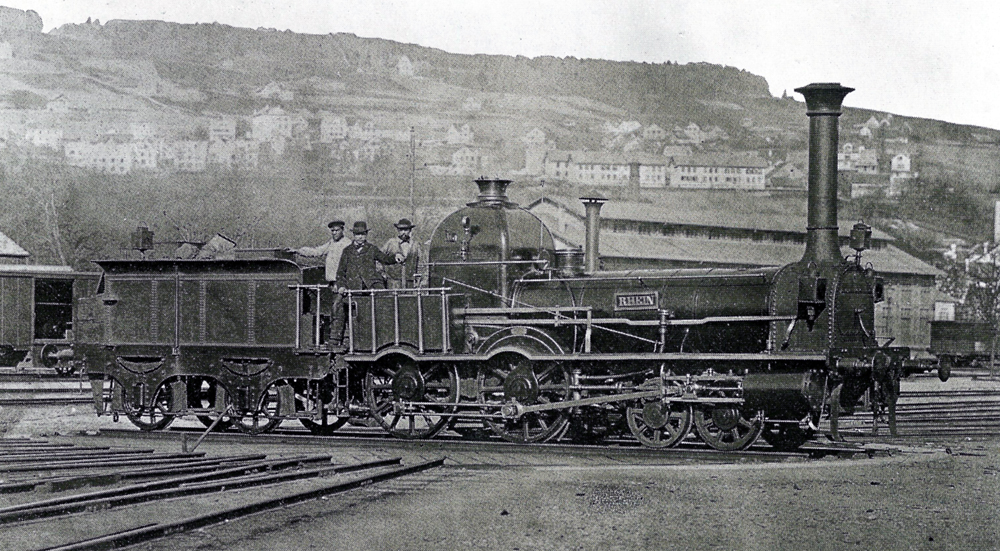
Die «Rhein» war eine der vier Spanisch-Brötli-Bahn-Lokomotiven. Das Bild lässt sich auf etwa 1867 einordnen.

Schweizer Kaufleute und Zeitungen berichteten um die Mitte des 19. Jahrhunderts vermehrt von Fahrten mit dem neuen Verkehrsmittel Eisenbahn, dessen Bau in den umliegenden Ländern wie in Deutschland und in Österreich bereits fortgeschritten war. Kaufleute realisierten, dass mit der Eisenbahn geringere Transportkosten anfielen, was wiederum tiefere Preise für Waren zur Folge hätte. Damit verbunden waren aber auch Ängste lokaler Gewerbezweige und der Landwirtschaft, durch den Bau einer Eisenbahn von billigeren Konkurrenzprodukten aus anderen Teilen Europas überschwemmt zu werden, was Widerstand gegen Bahnprojekte mobilisierte. Die erste Eisenbahnstrecke auf Schweizer Boden verband St. Louis und Basel. Sie war der südlichste Teil der Bahnstrecke Strassburg–Basel, gebaut und betrieben von der Compagnie de Strasbourg à Bâle unter der Leitung von Nicolas Koechlin. Die Eröffnung der Strecke erfolgte am 15. Juni 1844, der Französische Bahnhof in Basel wurde als permanenter Bahnhof jedoch erst am 11. Dezember 1845 fertiggestellt.

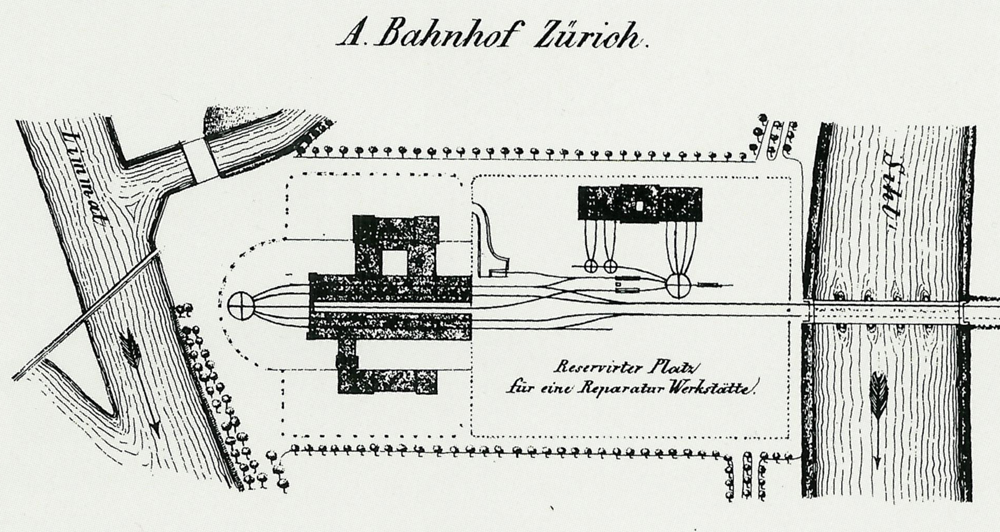
Bahnhof Zürich, Grundriss, um 1847

Erste Ideen zum Bau einer Binnenbahnstrecke regte die Zürcher Handelskammer 1836 an: Eine Eisenbahnstrecke zwischen Zürich und Basel entlang der Limmat, der Aare und dem Rhein. Nachdem aber die beiden Halbkantone Baselland und Basel-Stadt den Bau abgelehnt hatten, beschlossen die Zürcher Kaufleute, den Streckenverlauf auf Zürich–Baden–Koblenz–Waldshut zu ändern, um einen Anschluss an die deutsche Badische Hauptbahn garantieren zu können. Da das Geld nicht für die ganze Strecke ausreichte, konnte nur die Strecke zwischen Zürich und Baden im Kanton Aargau eröffnet werden. Sie gilt als erste Schweizer Eisenbahnstrecke und wurde von der Schweizerischen Nordbahn betrieben. Sie mass 23 Kilometer und erhielt ihren Spitznamen von einer Badener Spezialität, den spanischen Brötli, einem Blätterteig-Gebäck, das durchaus auch in Zürich hätte hergestellt werden können, wäre es den dortigen Bäckern nicht verboten gewesen, für ein Gebäck derart viel Butter zu verwenden. Die Einweihung der «Spanisch-Brötli-Bahn» wurde am 7. August 1847 festlich gefeiert und erweckte die Hoffnung vom technischen Fortschritt. Fahrten mit einer historischen Nachbildung der Bahn als Strassenversion, die damals in die eine Richtung das Brötli-Gebäck, in die andere (nach Baden) Kurgäste brachte, werden seit 2019 von einem Badener Verein angeboten.
Mitte des 19. Jahrhunderts gab es schon viele Pläne und oft konkurrierende Projekte für weitere Bahnstrecken. 1846, bereits vor der Gründung des Bundesstaats, sprach sich eine Konferenz von zehn sogenannten Eisenbahnkomitees für den Bau einer schweizweiten Strecke zwischen Bodensee und Genfersee aus. Die neue Bundesverfassung von 1848 schuf dann die politischen und wirtschaftlichen Voraussetzungen für die Entstehung eines Streckennetzes, obwohl die Eisenbahnen darin nicht ausdrücklich erwähnt wurden. Das Eisenbahngesetz von 1852 beendete sodann die Diskussionen über ein durch den Bund geführtes Staatsbahnsystem, indem man sich für private Eisenbahn-Gesellschaften unter der Oberaufsicht der Kantone entschied.
1857 wurde erstmals in der Schweiz ein Bahnpostwagen bei der Schweizerischen Nordostbahn auf der Strecke Zürich–Baden–Brugg eingesetzt. Dies war der Anfang der Schweizer Bahnpost.

## Das Eisenbahngesetz von 1852

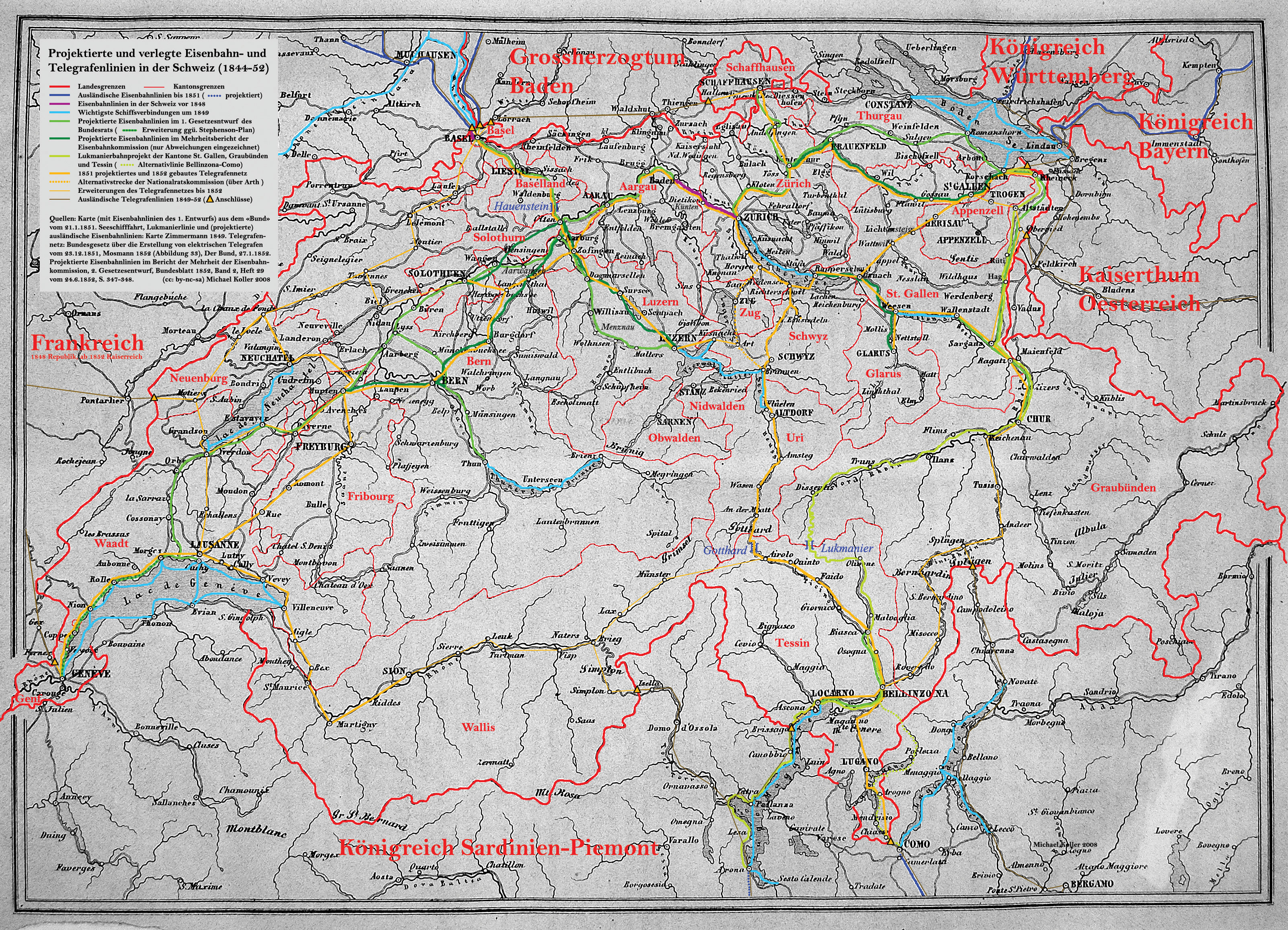
Bestehende Eisenbahnlinien und geplantes Staatsbahnnetz in der Schweiz um 1852

In der Regenerationszeit waren alle kantonsüberschreitenden Eisenbahnprojekte mit Ausnahme der Strecke Zürich-Baden der Schweizerischen Nordbahn an der politischen Zersplitterung der Schweiz (Staatenbund) und an den gegensätzlichen Interessen der Kantone gescheitert. Das änderte sich erst mit der Annahme der Schweizerischen Bundesverfassung von 1848, mit der auf dem Gebiet der Schweiz eine politische Zentralgewalt (Bundesstaat) und damit indirekt die institutionelle Voraussetzung geschaffen wurde, eine für alle Kantone verbindliche Eisenbahngesetzgebung auf Bundesebene zu erlassen. Bereits im September 1849 initiierte eine Gruppe von 14 Nationalräten mit einer Motion an den Bundesrat den Gesetzgebungsprozess für ein bundesweites Eisenbahngesetz.
Die Initianten hatten unterschiedliche Motive, die sich in drei Gruppen zusammenfassen lassen. Erstens war in breiten Kreisen der politischen Öffentlichkeit die Befürchtung laut geworden, die Schweiz werde ohne Eisenbahnen «den Anschluss an die Zeit» verpassen und durch die rege Bahnbautätigkeit im Ausland in naher Zukunft abseits der europäischen Hauptverkehrsachsen liegen, was Einbussen bei den Zolleinnahmen und im Transportwesen (die Schweiz besass damals ein gut ausgebautes Landstrassennetz) zur Folge gehabt hätte. Zweitens versprachen sich Kaufleute und Gewerbetreibende durch die Eisenbahnen einen wirtschaftlichen Aufschwung durch die Verbilligung und Beschleunigung des Transports. Ein dritter, massgeblicher Grund lag in der Eigenschaft der Eisenbahn als Investitionsobjekt, das in einer Zeit billigen Geldkapitals befriedigende Renditen versprach.
Der 1849 angestossene Gesetzgebungsprozess erstreckte sich aufgrund der umfangreichen Vorabklärungen bezüglich Streckenführung, Finanzierungsmöglichkeiten und Einfluss auf das Schweizer Gewerbe sowie aufgrund der mehrmaligen Verschiebung des Entscheids durch die beratende Eisenbahnkommission über zweieinhalb Jahre. Wurde 1849 die Staatsbahn im Zuge der noch lebendigen nationalen Einigungsbewegung von der Mehrheit der Parlamentarier und Zeitungen geradezu euphorisch als «grosser Nationalbau» befürwortet, verlor die Idee der Staatsbahn während der zweieinhalb Jahre des Gesetzgebungsprozesses sukzessive an Boden. Als am 8. Juli 1852 der Nationalrat über die zwei konkurrierenden Gesetzesentwürfe der Eisenbahnkommission – Staatsbahn und Privatbahn – zu entscheiden hatte, stimmten 69 Räte für den Bau und Betrieb der Eisenbahn durch Private und 22 für den Bau und Betrieb durch den Bund. Am 28. Juli 1852 bestätigte der Ständerat den Entscheid des Nationalrats, womit das «Bundesgesetz über den Bau und Betrieb von Eisenbahnen im Gebiete der Eidgenossenschaft» in Kraft trat. Damit wurde der Eisenbahnbau in der Schweiz privaten Unternehmern überlassen, wobei die Kantone jedoch die Konzessionen zu vergeben hatten und die Bahnprojekte durch den Bund genehmigt werden mussten. Mit der Aufsichtsfunktion von Kantonen und Bund sollte sichergestellt werden, dass bei der Linienführung die militärischen Interessen der Schweiz gewahrt, die Linien technisch kompatibel gebaut und die Verbindungen gewährleistet wurden.
Der Entscheid des Schweizer Parlaments zugunsten des privaten Baus und Betriebs der Eisenbahnen verweist auf eine komplexe und sich verändernde Interessenlage von Kantonen und politischen Gruppierungen zwischen 1849 und 1852. Für das Scheitern der Staatsbahnidee lassen sich letztlich zwei Gründe anführen:
1. Die 1848 noch vorherrschende Begeisterung für die neue politische Zentralgewalt in der Schweiz wich in den Folgejahren einer Ernüchterung, hervorgerufen durch die konfliktvolle Gesetzgebung im Post-, Zoll- und insbesondere im Münzwesen sowie in der Mass- und Gewichtsordnung, welche naturgemäss nicht alle regionalen Interessen gleichmässig berücksichtigen konnte. Dies rief insbesondere in der Westschweiz eine zunehmend antizentralistische Haltung quer durch alle politischen Lager hervor. In der Eisenbahnfrage führte es dazu, dass die meisten Westschweizer, aber auch antizentralistische Deutschschweizer Parlamentarier durch den Staatsbahnbau eine weitere Ausdehnung der Bundestätigkeit (Zentralismus) und damit eine Beschneidung kantonaler Kompetenzen befürchteten und somit mehrheitlich für die Privatbahn stimmten. Verstärkt wurde diese Befürchtung durch die unsichere Rentabilität des geplanten gesamtschweizerischen Eisenbahnnetzes, das im Fall eines Defizits den Bund zu weiteren Steuererhebungen hätte verleiten können. Manche glaubten sogar, dass die Belastung durch das Eisenbahnnetz den finanziell noch nicht konsolidierten Bundesstaat destabilisieren könnte.
2. Die von Bundesrat und Kommission ausgearbeiteten Gesetzesentwürfe konnten bei der Streckenführung aufgrund der hohen Baukosten des Eisenbahnnetzes nicht die Wünsche aller Kantone berücksichtigen. Zudem sollte zur Minimierung des finanziellen Risikos das Eisenbahnnetz etappenweise gebaut werden, was den Bau in einigen Regionen um Jahre verzögert hätte. Diese «künstliche Verknappung der Ressource Eisenbahn» schürte die kantonalen Interessengegensätze, die der Bundesrat nicht zu entschärfen vermochte, teils aufgrund fehlender Expertise in Eisenbahnangelegenheiten, teils aufgrund fehlenden Gespürs für das akute Konfliktpotential dieser Interessengegensätze. Das führte schliesslich dazu, dass viele Parlamentarier der leer ausgegangenen Kantone sowie die Parlamentarier jener Kantone, die aufgrund hoher Rentabilitätserwartungen in ihren Regionen schnell Eisenbahnen bauen wollten oder grundsätzlich eine vom Gesetzesentwurf abweichende Streckenführung bevorzugten, mehrheitlich für den Privatbau stimmten.

## Erste Privatbahnwelle

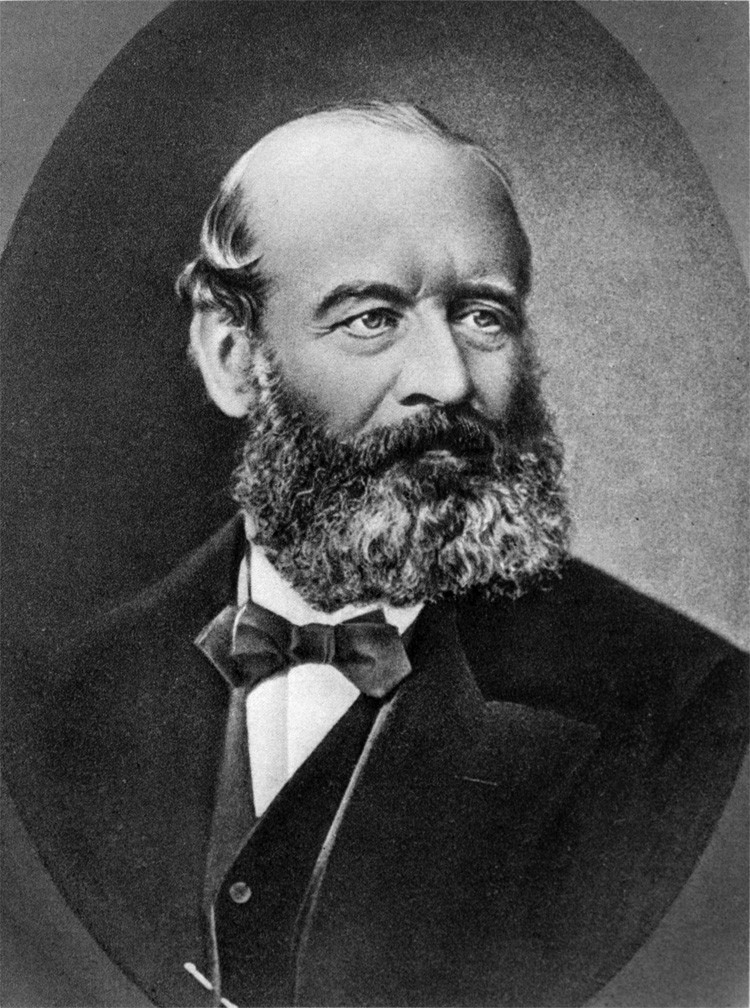
Eisenbahnpionier Alfred Escher, um 1875

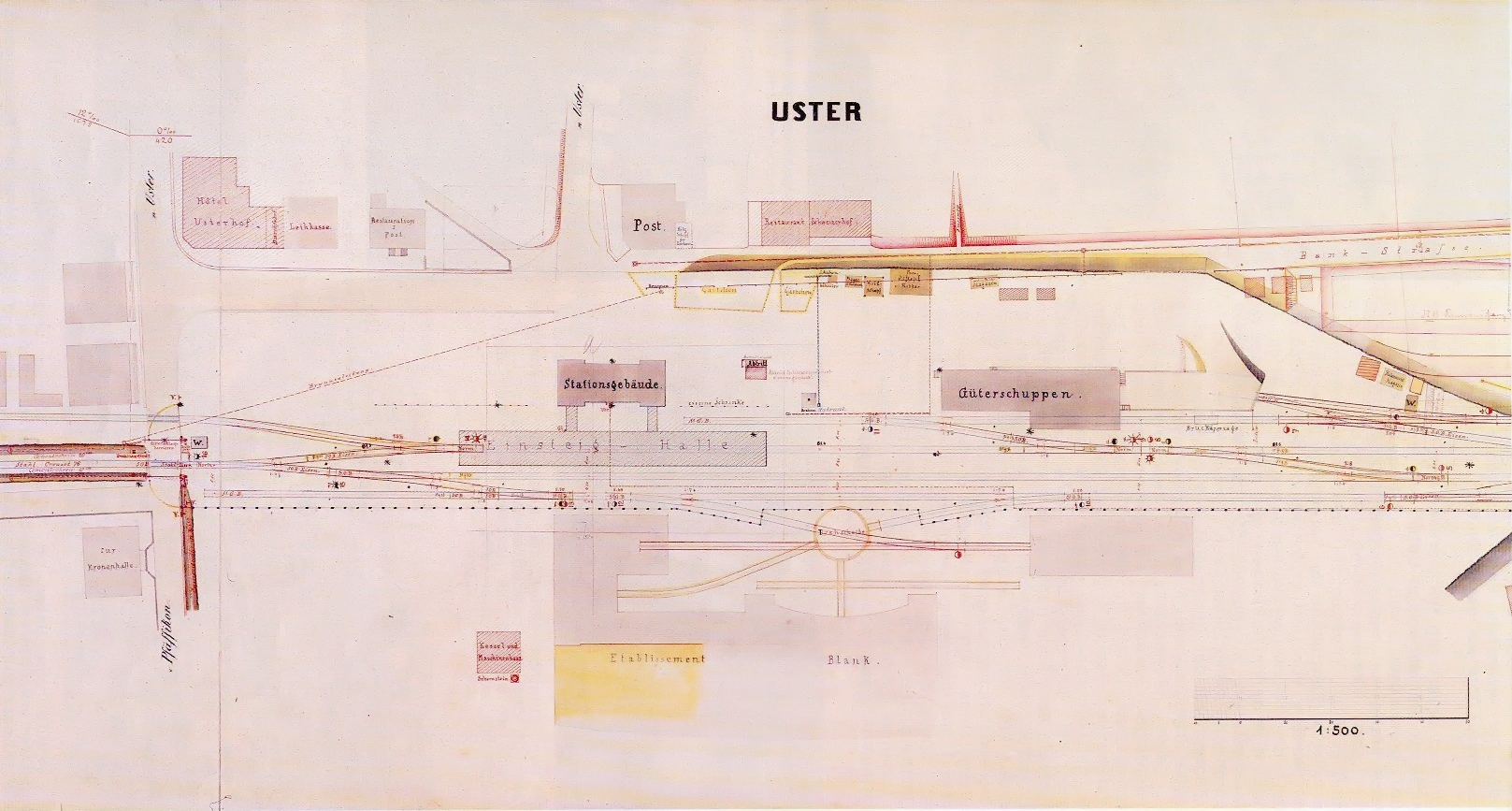
Der im 19. Jahrhundert zu der Glatthalbahn gehörende Bahnhof Uster

Führend hierbei waren die Basler Schweizerische-Centralbahn-Gesellschaft und die 1853 als Nachfolgerin der Schweizerischen Nordbahn gegründete Schweizerische Nordostbahn (NOB). Am 19. Dezember 1854 eröffnete die Centralbahn ihren ersten Abschnitt Basel–Liestal, und in der Folgezeit begann man die Versäumnisse der vergangenen Jahre rasch aufzuholen: Die Nordostbahn des Zürcher «Eisenbahnkönigs» Alfred Escher eröffnete die Strecke Oerlikon–Winterthur–Romanshorn, die Compagnie de l’Ouest Suisse, älteste Vorgängerin der späteren grossen Jura-Simplon-Bahn, nahm auf dem Abschnitt Yverdon–Morges den Betrieb auf, und mit der Bahnstrecke Wil–Winterthur der Sankt Gallisch-Appenzellische Eisenbahn wurde der Grundstein für das spätere Netz der Vereinigten Schweizer-Bahnen gelegt. Fünf Jahre später hatte das Streckennetz bereits eine Länge von mehr als 1000 km, es gab über Zürich–Olten–Herzogenbuchsee–Solothurn–Neuchâtel–Lausanne eine durchgehende Verbindung vom Bodensee bis nach Genf, an die auch Bern, Luzern, Chur, St. Gallen, Schaffhausen und Basel angeschlossen waren.
1857 fusionierten die Sankt Gallisch-Appenzellische Eisenbahn, die Schweizerische Südostbahn und die Glatthalbahn zu den Vereinigten Schweizer Bahnen. Die Sankt Gallisch-Appenzellische Eisenbahngesellschaft wurde 1852 von Karl von Etzel gegründet und umfasste die Strecke zwischen Winterthur und dem Rorschacher Hafen.
Die Südostbahn bestand aus der Rheintallinie vom Rorschacher Bahnhof via Sargans nach Chur und der Linthlinie Rapperswil–Sargans sowie der Glarnerlinie Weesen–Glarus. Mit der Linie Rorschach–Chur sollte das erste Teilstück einer Eisenbahn vom Bodensee über den Lukmanierpass an den Lago Maggiore und mit der Bahnstrecke Sargans–Rapperswil die zweite Zufahrtslinie über die nie gebaute Lukmanierbahn in der Richtung nach Zürich und Basel hergestellt werden. Diese Bestrebungen greifen bis auf das Jahr 1839 zurück und haben als hauptsächlichsten Anreger den Ingenieur Richard La Nicca  gehabt. Die dritte Bahn, die Glatthalbahn, umfasste die Strecke zwischen Uster und Wallisellen, zu der später die Strecke von Uster nach Rapperswil hinzukam.
1858 wurde die Hauensteinstrecke mit dem Hauenstein-Scheiteltunnel, dem ersten Juradurchstich, eröffnet. Während der Bauarbeiten starben 63 Menschen bei einem Brand im Tunnel. 
Über den günstigsten Weg der seit langem geplanten Alpenüberquerung wurde viele Jahre heftig gestritten. Erst nachdem Österreich (Semmering 1854, Brenner 1867) und Frankreich mit Italien (Mont Cenis 1871) ihre Alpenbahnen eröffnet hatten, fiel auch in der Schweiz eine Entscheidung, und 1882 konnte nach Fertigstellung des 15 km langen Scheiteltunnels die Gotthardbahn ihren Betrieb aufnehmen.
Das Netz der privaten Eisenbahngesellschaften war in der gesamten Schweiz weiter gewachsen und hatte die Schwächen dieses Systems immer deutlicher werden lassen. Besonders in der Westschweiz waren Pleiten, Fusionen und Neugründungen der alleine aus Gewinnstreben errichteten Bahnen fast an der Tagesordnung; die 1890 schliesslich gegründete, bereits halbstaatliche Jura-Simplon-Bahn hatte in 35 Jahren rund 20 Vorgängergesellschaften. Auch der 1870 als Konkurrenz zu den bestehenden Gesellschaften von Winterthurer Demokraten gegründeten Schweizerischen Nationalbahn war kein Glück beschieden. Ziel war es, eine Bahn zwischen Bodensee und Genfersee zu bauen, welche die Monopolstellung der bestehenden Bahngesellschaften Nordostbahn (NOB), Schweizerische Centralbahn (SCB) und Chemins de fer de la Suisse Occidentale (SO) brechen sollte. Die neue Gesellschaft musste jedoch 1878 bereits zwangsliquidiert werden. Dörfer und Städte entlang der Strecken waren tief verschuldet und mussten oft bis weit in das 20. Jahrhundert die von der Schweizerischen Nationalbahn verursachten Schulden abzahlen. Besonders hohe Schulden hatten die Städte Winterthur, Baden, Lenzburg und Zofingen. Winterthur beglich die letzten Nationalbahnschulden erst 1954. Auch der immer stärker werdende Einfluss ausländischen Kapitals gab der Staatsbahnidee neuen Auftrieb.

## Verstaatlichung und Gründung der Schweizerischen Bundesbahnen SBB

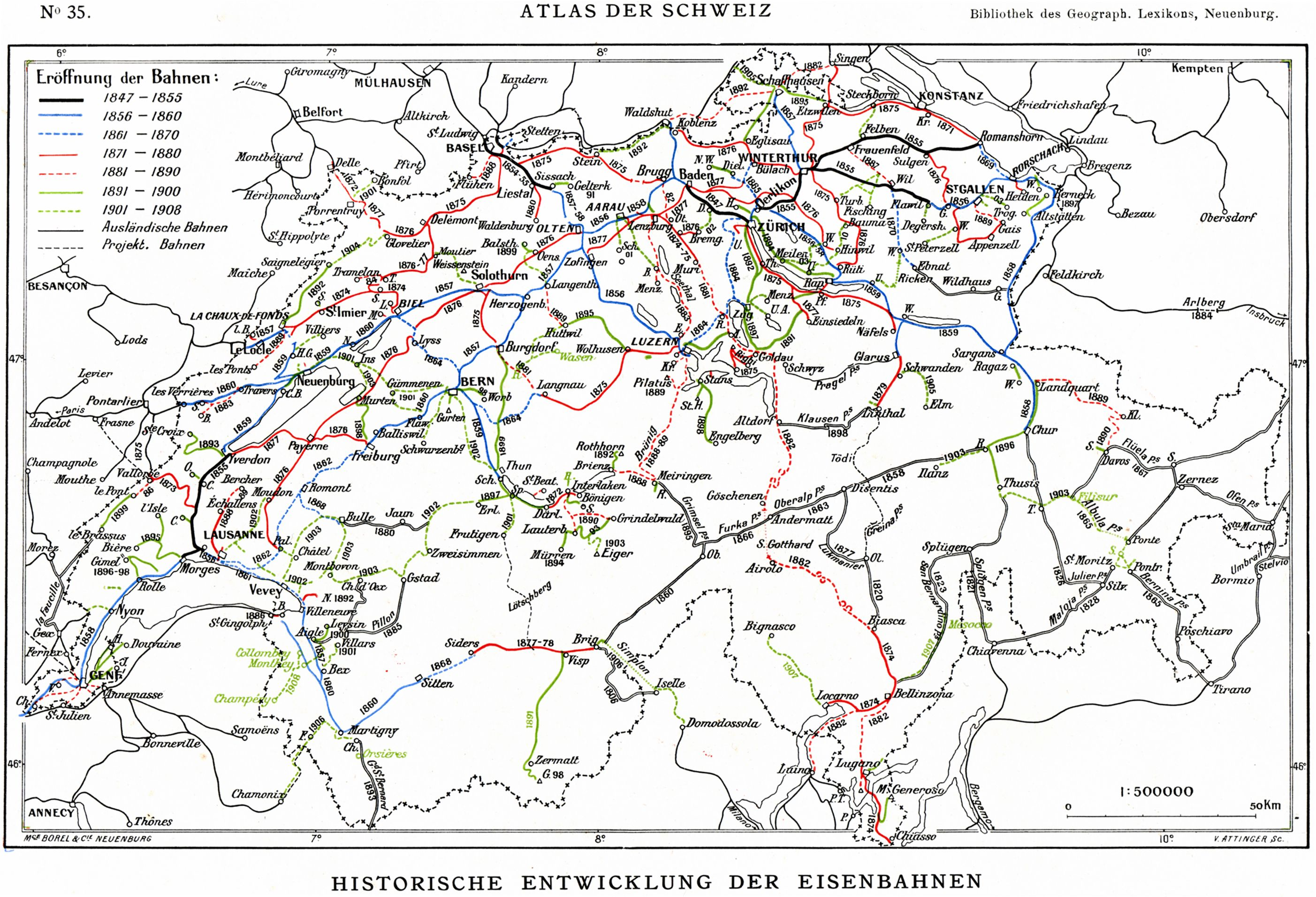
Die Entwicklung des schweizerischen Eisenbahnnetzes bis 1907

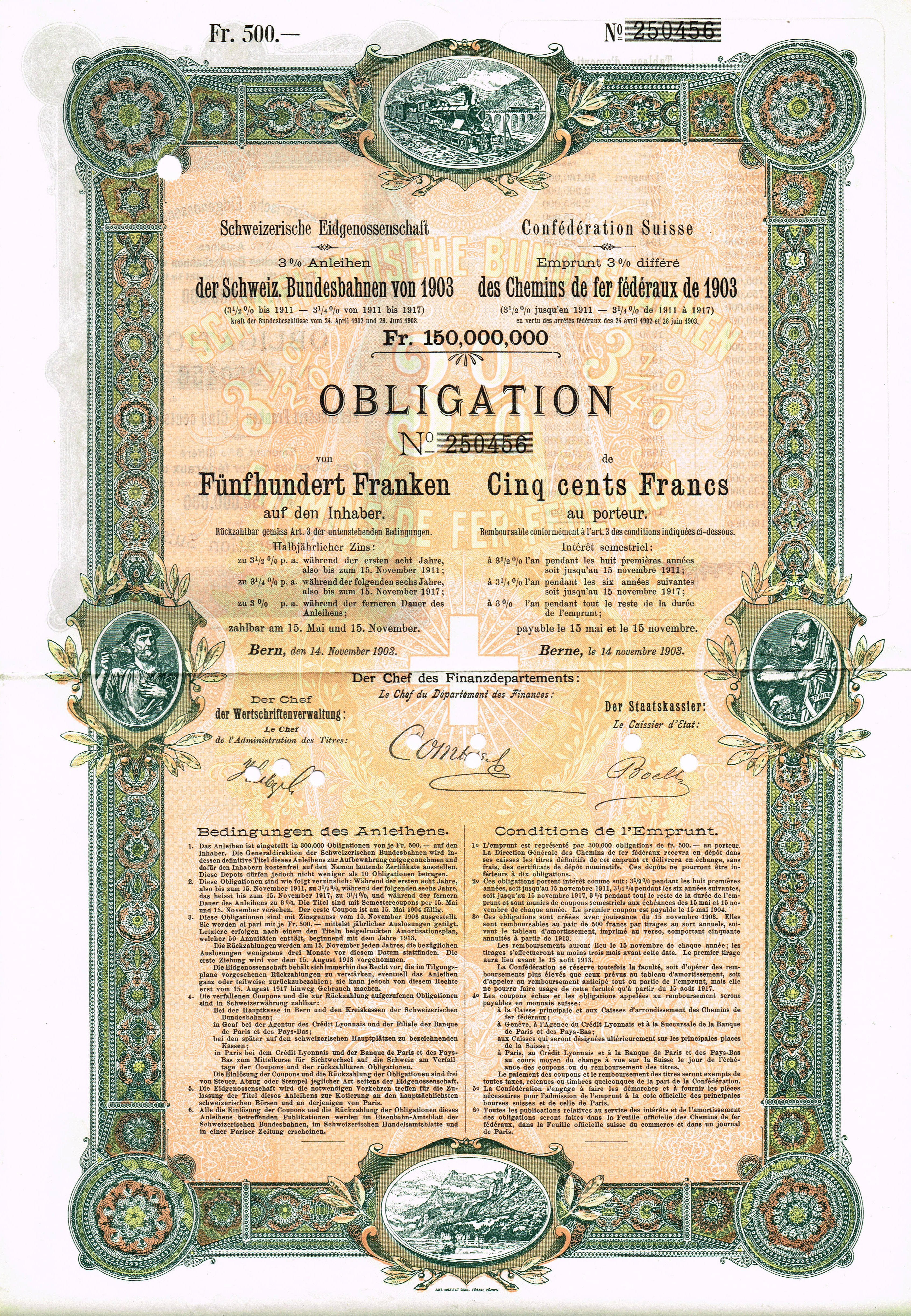
3 %-Obligation über 500 Franken der SBB (Schweizerische Bundesbahnen) vom 14. November 1903

In einem ersten Schritt war 1872 die Eisenbahn-Hoheit (z. B. Konzessions-Erteilung) von den Kantonen auf den Bund übertragen worden. Denn der Wettbewerb unter verschiedenen privaten Bahngesellschaften behinderte zunächst eine koordinierte Gesamtentwicklung.
Am 20. Februar 1898 wurde das Schweizer Volk an die Urnen gerufen, um über die Verstaatlichung der Schweizer Bahnen abzustimmen. Im Vorfeld hatten sowohl Gegner als auch Befürworter für ihre jeweiligen Positionen geworben, und die Gegner hatten durchaus stichfeste Argumente vorgebracht. Die Gruppe der Gegner bestand hauptsächlich aus den Privatbetreibern der einzelnen Bahnen, deren Aktionären und den kapitalinvestierenden Banken. Der Ausgang der Abstimmung war völlig offen. Das Volk genehmigte das Staatsbahnprojekt mit 386'634 Ja gegen 182'716 Nein. Die Bahnen der Schweiz sollten aus Sicht der Mehrheit also dem Schweizer Volk gehören.
Nach der Volksabstimmung vom 20. Februar 1898 (Bundesgesetz betreffend die Erwerbung und den Betrieb von Eisenbahnen für Rechnung des Bundes und die Organisation der Verwaltung der schweizerischen Bundesbahnen) übernahmen deshalb die neu gegründeten Schweizerischen Bundesbahnen (SBB) ab 1902 zunächst die vier grossen Gesellschaften SCB, NOB, VSB und JS sowie einige kleinere Schweizer Privatbahnen. 1909 wurde auch die Gotthardbahn-Gesellschaft verstaatlicht. Zunächst gab es fünf Kreisdirektionen, aus denen 1923 die drei SBB-Kreisdirektionen in Lausanne, Luzern und Zürich entstanden. Die ehemalige Centralbahnverwaltung Basel wurde dem Sitz in Luzern angeschlossen, der bisherige Kreis St. Gallen der Kreisdirektion Zürich.
Schliesslich wurden folgende Privatbahnen in die SBB eingegliedert:
- Schweizerische Centralbahn (SCB)
- Schweizerische Nordostbahn (NOB) inkl. Bodenseeflotte
- Vereinigte Schweizerbahnen (VSB)
- Jura-Simplon-Bahn (JS) inkl. Brünigbahn (ab 1903)
- Gotthardbahn-Gesellschaft (GB) (ab 1909)
- Jura neuchâtelois (JN) (ab 1913)
- Tösstalbahn (TTB) inkl. Wald-Rüti-Bahn (ab 1918)
- Seetalbahn (STB) (ab 1922)
- Uerikon-Bauma-Bahn (UeBB) (ab 1948)

Damit umfasste das SBB-Netz eine Streckenlänge von fast 2700 km.
Eigentümer der zahlreichen kleineren Privatbahnen waren und blieben überwiegend die Kantone und Gemeinden. Das Fernstreckennetz war in den davorliegenden Jahrzehnten kontinuierlich erweitert und um zahlreiche Nebenstrecken ergänzt worden.
Die nach ihrem Verkehrsaufkommen grösste Privatbahn, die Berner Alpenbahn-Gesellschaft oder Bern-Lötschberg-Simplon-Bahn (BLS) nahm 1913 mit dem Lötschbergtunnel die auf lange Zeit letzte grosse Ergänzung des normalspurigen Netzes in Betrieb.

## Zweite Privatbahnwelle

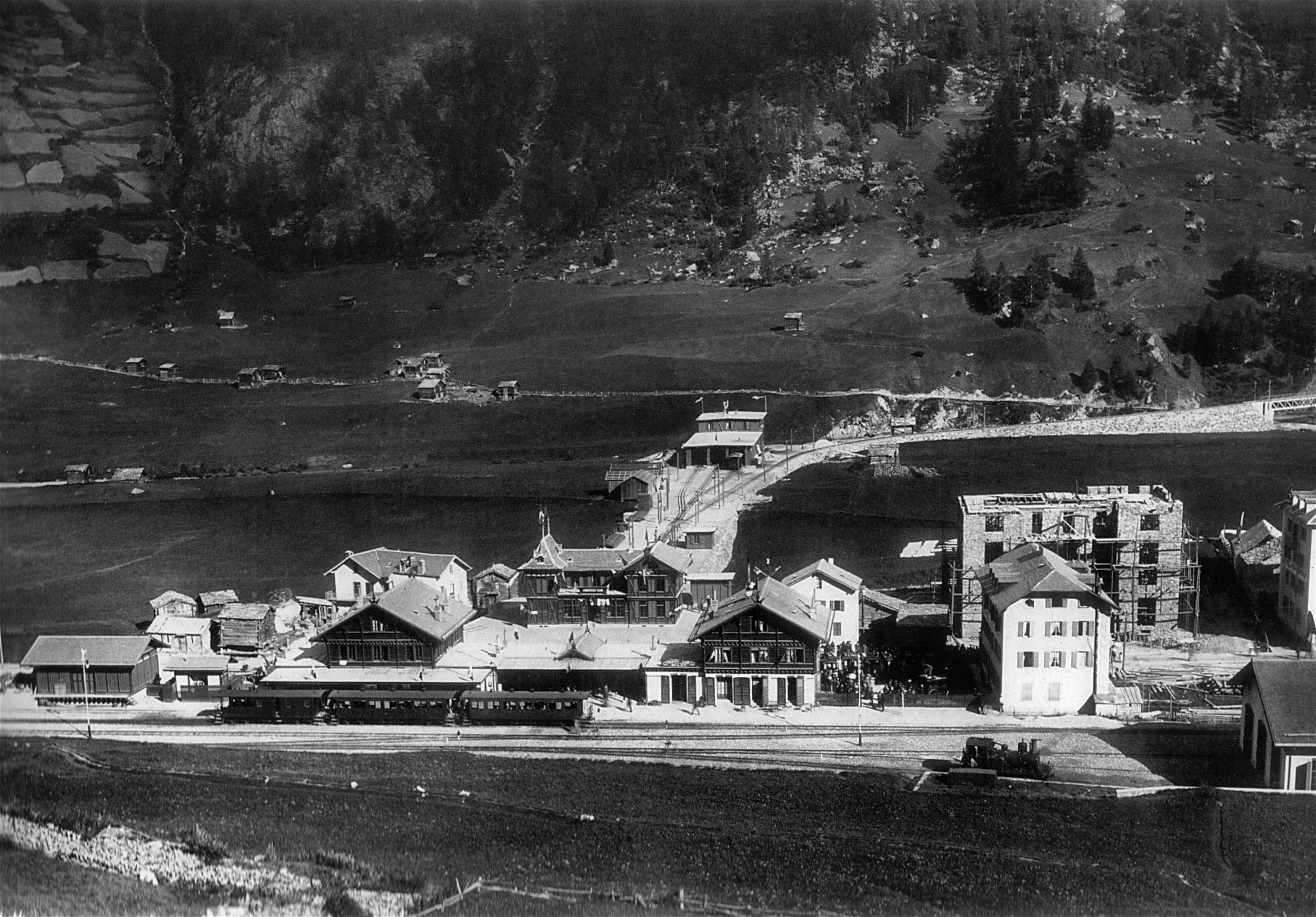
Der alte Bahnhof von Zermatt mit Gornergratbahn um 1900

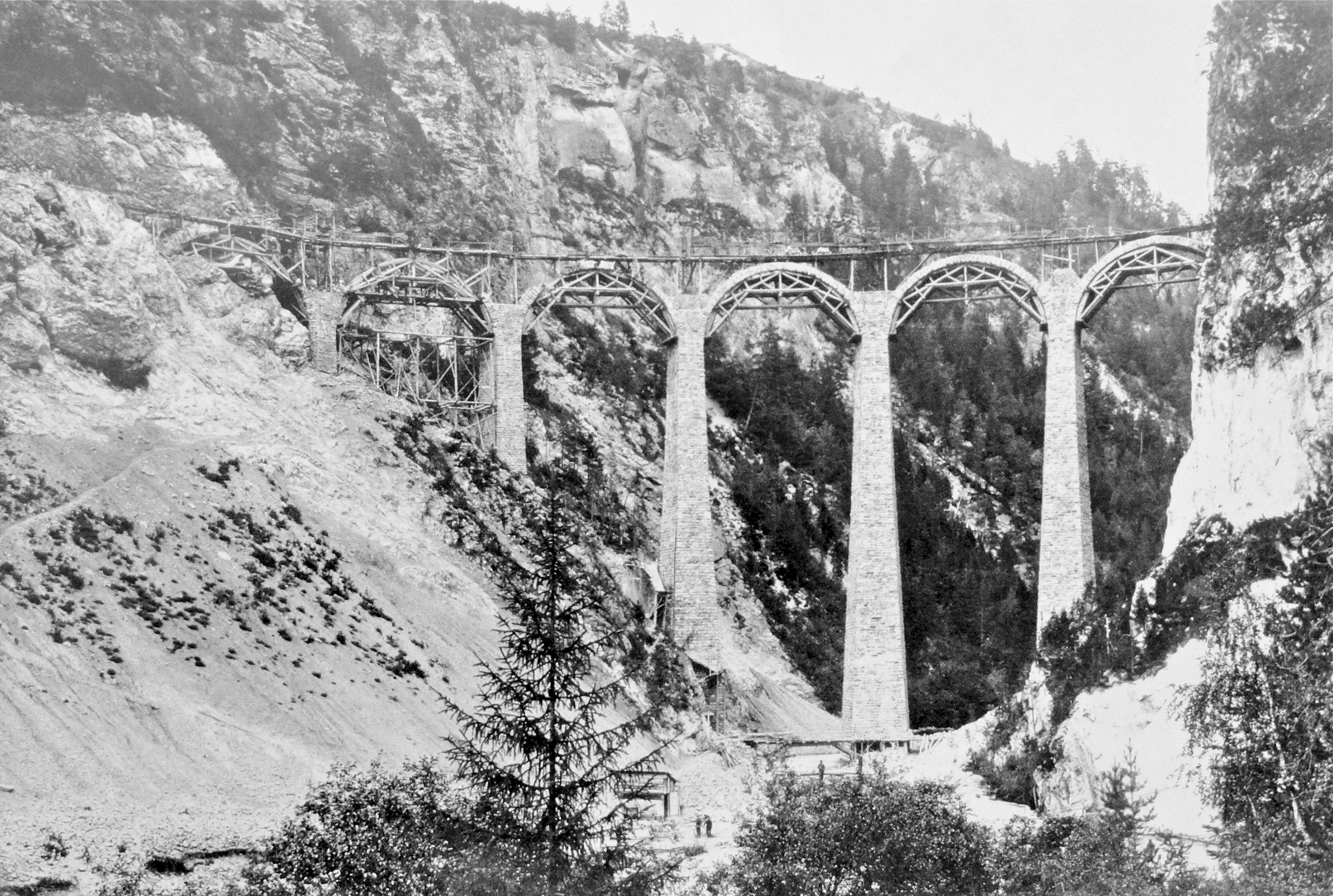
Bau des Landwasserviadukts

Die zweite Welle von Gründungen von Eisenbahngesellschaften begann in den 1880er Jahren und reichte bis in die 1920er Jahre. Die meisten von ihnen betrieben Ergänzungen zum bestehenden Streckennetz, gingen auf Initiative von Gemeinden und Kantonen zurück und wurden in erster Linie zur Feinerschliessung erbaut. Viele dieser Gesellschaften betrieben Schmalspurbahnen und Bergbahnen. Obwohl sie in der Schweiz als Privatbahnen bezeichnet werden, befindet sich bei diesen die Aktienmehrheit meist in öffentlicher Hand.
1871 nahm die Vitznau-Rigi-Bahn als erste Zahnradbahn der Schweiz ihren Betrieb auf. 1889 wurde die mit Steigungen von 48 Prozent bis heute steilste Zahnradbahn (Pilatusbahn) von Alpnachstad auf den Pilatus eröffnet.
Mit dem 1873 fertiggestellten Abschnitt Lausanne–Cheseaux der Lausanne-Echallens-Bercher-Bahn (LEB) begann die Entstehung der zahlreichen Schmalspurbahnen. Zwar meist nur kurze Nebenstrecken, die aus topographischen und wirtschaftlichen Gründen in Normalspur kaum hätten gebaut werden können, haben sie zusammen mit den überwiegend auch schmalspurigen Zahnradbahnen in ihrer Vielfalt heute einen Anteil von fast 30 % am Schienennetz der Schweiz.
In der Schweiz gibt es auch flächendeckende Netze von Schmalspurbahnen. Die Rhätische Bahn stellt in gewisser Weise die Staatsbahn des grössten Schweizer Kantons Graubünden dar, weil die Bundesbahnen bereits in der Kantonshauptstadt Chur vom Norden her kommend ihre Endstation haben. 
In den Jahren 1888 bis 1922 wurden mehrere Strecken eröffnet. Diese erschlossen bekannte Ferienorte wie Davos, Arosa, St. Moritz, Pontresina und Scuol. Vom Netz der Rhätischen Bahn gibt es eine Bahnstrecke in Richtung Westen: Die schmalspurige Strecke Disentis–Andermatt–Gletsch der Furka-Oberalp-Bahn (FO) in Richtung Brig und weiter auf der 1891 eröffneten Strecke der Brig-Visp-Zermatt-Bahn nach Zermatt. Nach der Fertigstellung der Furka-Oberalp-Bahn 1926 kam der Bau von Schmalspurbahnen in der Schweiz fast zum Erliegen.
Die Rhätische Bahn erschliesst einen weiteren Übergang über die Alpen: Die von ihr betriebenen Strecken der Albulabahn und der Berninabahn verbinden auf schmaler Spur über Chur und Tirano die mittel- und südeuropäischen Verkehrsräume von Deutschland, Österreich, der Schweiz und Italien.

## Kriegszeiten

Blockierte Geleise am Bahnhof Grenchen Süd während des Landesstreiks im November 1918.

Soldaten besteigen einen Militärextrazug (1940).

Für den Aktivdienst der Schweizer Armee und für kriegswirtschaftliche Massnahmen in den Weltkriegen war der Betrieb einer bundeseigenen Bahn ein Vorteil. Auf den Ausbruch des Ersten Weltkriegs im August 1914 reagierten die noch jungen SBB mit einem Kriegsfahrplan, der bereits 1897 ausgearbeitet worden war. 
Am 11. November wurde dieser durch den Kriegsbetrieb abgelöst und das Personal dem Militärgesetz unterstellt. Das Bahnpersonal opponierte gegen die Bestimmung, dass jeder Eisenbahner sein Arbeitsgebiet mitzubewachen hatte. Auf den 1. März 1916 hob der Bundesrat den Kriegsbetrieb wieder auf. Der Rückgang des Tourismus und des zivilen Verkehrs führte zu Einsparungen. Dennoch stiegen die Defizite durch den teuren Brennstoff Kohle, der von den kriegführenden Mächten für den eigenen Bedarf gehortet wurde. Nach 1916 musste der Fahrplan reduziert werden, und beim Kohleverbrauch waren die SBB stärker auf ihre Reserven angewiesen.
1917 begannen die Eisenbahner aufzubegehren. Ihre Löhne stiegen geringer als die Inflation. Als das Oltener Aktionskomitee im November 1918 zum Landesstreik aufrief, schloss sich ein grosser Teil des Bahnpersonals an und trug die Bewegung auch in ländliche Gegenden. Vom 12. bis 15. November 1917 ruhte der Bahnbetrieb. Vorübergehend wurde der Kriegsbetrieb wieder eingeführt. Nach diesem Streik schlossen sich 1919 die bisher losen Eisenbahnergewerkschaften zum Schweizerischen Eisenbahnerverband (SEV) zusammen.
Während des Zweiten Weltkriegs bereitete die Versorgung mit Importkohle dank einer fortgeschrittenen Elektrifizierung weniger Probleme. Im Gegensatz zum Ersten Weltkrieg nahm der innerschweizerische Bahnverkehr nach Kriegsbeginn stark zu, weil es zu wenig Treibstoff für Autos und Lastwagen gab. Der Güterverkehr zwischen den Achsenmächten Deutschland und Italien wuchs stark. Besonderheiten im Zweiten Weltkrieg waren Sonderzüge für den Bundesrat, die beiden Kommandozüge von General Henri Guisan, der damit auf Truppeninspektion ging, und ein Kriegspressezug mit eingebauter Druckerei. Er wäre im Ernstfall in einem Tunnel an der Gotthardstrecke zum Einsatz gekommen.

## Elektrifizierung

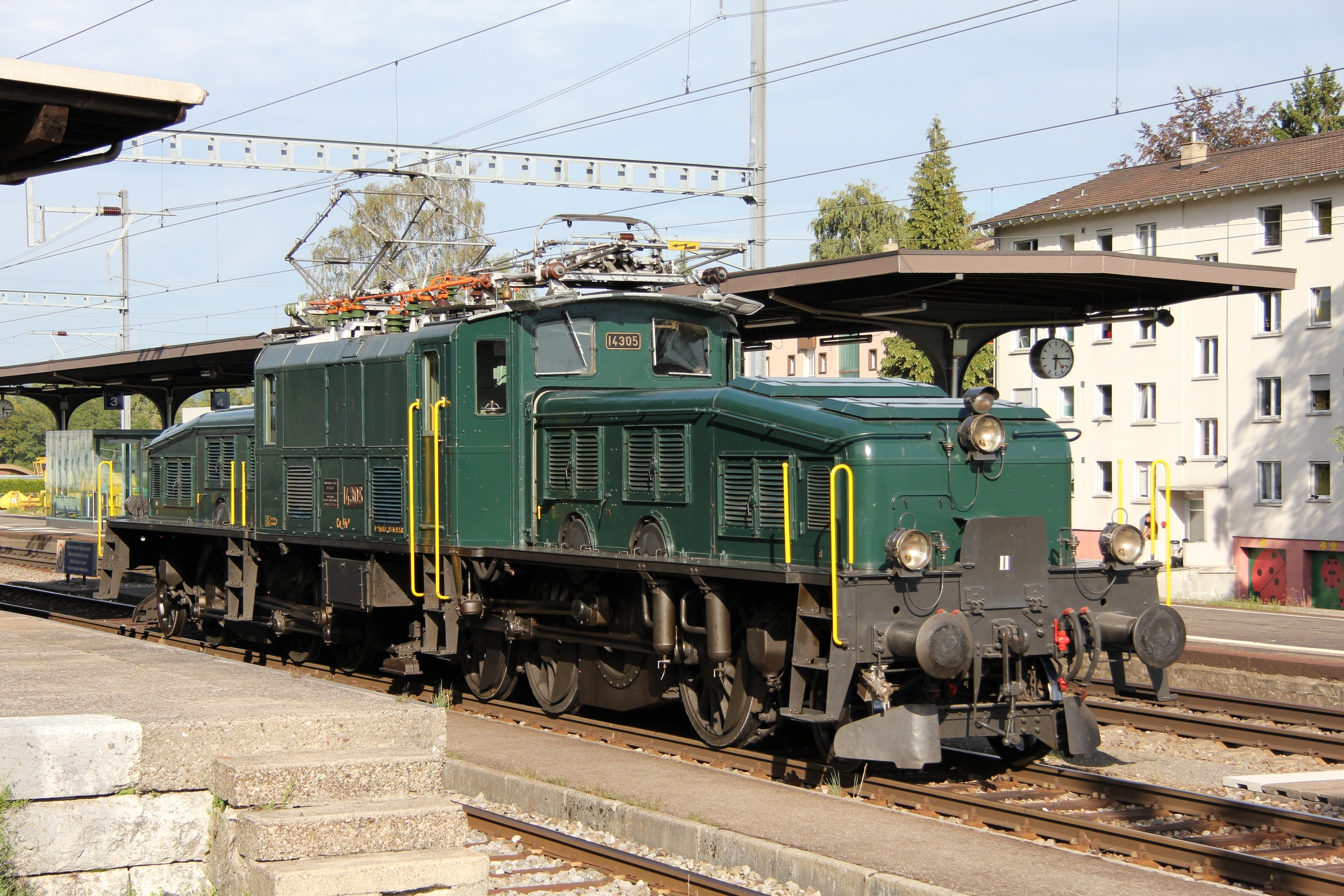
Historische „Krokodil“-Lokomotive Ce 6/8^{III} der SBB in grüner Farbgebung in Oberbuchsiten, 2011

Die erste elektrische Bahn der Schweiz war die 1888 eröffnete Tramway Vevey-Montreux-Chillon (VMC), die ihre bis 1958 existierende 1000-mm-Strecke mit Gleichstrom 500 Volt betrieb. 1891 nahmen die ebenfalls schmalspurige Sissach-Gelterkinden-Bahn und die Bergbahn Lauterbrunnen–Mürren (BLM) ihren elektrischen Betrieb auf, und 1894 gab es mit der vier Kilometer langen Chemin de fer Orbe–Chavornay (OC) auch die erste Normalspurstrecke mit Gleichstrom-Traktion.
Die erste mit Drehstrom 400 Volt 40 Hertz betriebene Bahn war die 1896 eröffnete Strassenbahn Lugano. Die seit 1898 mit Drehstrom 550 Volt 40 Hertz betriebene Gornergratbahn (GGB) ist die älteste elektrifizierte Zahnradbahn. Für Drehstrom entschied sich auch die als erste elektrische Vollbahn Europas 1899 eröffnete Burgdorf-Thun-Bahn (BTB), die Spannung betrug 750 Volt bei 40 Hertz. Einen weiteren Fortschritt brachte 1906 die gemeinsam mit der italienischen FS durchgeführte Elektrifizierung des Simplontunnels mit Drehstrom 3300 Volt 16⅔ Hertz.
Aber schon im Jahr zuvor waren die Weichen in eine andere Richtung gestellt worden: Bei Zürich wurde unter Leitung der Maschinenfabrik Oerlikon der Einphasenwechselstrom-Versuchsbetrieb Seebach–Wettingen zunächst mit 15 kV 50 Hz und dann weitere erfolgreiche Erprobungen mit 15 kV 15 Hz vorgenommen. Zwei Lokomotiven dieses bis 1909 durchgeführten Versuchbetriebs sind zusammen mit Fahrzeugen der VMC, der OC und der BTB im Verkehrshaus der Schweiz ausgestellt. 1907 nahm die Maggiatalbahn mit 5000 V 20 Hz ihren Betrieb auf. Die Motoren der Triebwagen BCFe 4/4 wurden nach dem Vorbild der Versuchsstrecke Seebach–Wettingen direkt mit Wechselstrom betrieben. 1912 fiel bei den SBB die Entscheidung für das heutige Wechselstrom-System mit 15 kV und 16 2⁄3 Hz. Mit dem gleichen System wird auch die Lötschbergbahn seit ihrer Eröffnung 1913 betrieben. Als wichtigste Strecke wurde zuerst die Gotthardbahn elektrifiziert.
Im Gotthardtunnel selbst wurde zunächst 7,5 kV verwendet, weil der Russ von den noch immer verwendeten Dampflokomotiven die Isolatoren verschmutzte und bei höherer Spannung zu Funkenüberschlägen führte. Die ersten elektrischen Gotthardloks waren umschaltbar von 7,5 auf 15 kV.
Der Kohlenmangel im Ersten Weltkrieg veranlasste die SBB, zunächst die Strecken Bern–Scherzligen (Thun) und Brig–Sion zu elektrifizieren, letztere noch mit Drehstrom als Anschluss zum Simplon-Netz. 1920 konnten dann die Rampenstrecken der Gotthardbahn elektrisch betrieben werden, und bis 1928 wurde mehr als die Hälfte der SBB-Strecken elektrifiziert. Danach folgte eine Abflachung, in der nur noch Lücken geschlossen wurden. Erst der Zweite Weltkrieg führte zu einer erneuten grossflächigen Elektrifizierung der SBB mit sogenannten Notelektrifizierungen, wo mit möglichst geringem Aufwand auch die Nebenstrecken elektrifiziert wurden.
Auch nach dem Zweiten Weltkrieg ging die Umstellung kontinuierlich weiter und wurde 1960 mit den letzten beiden Abschnitten Cadenazzo–Luino und Niederweningen–Oberglatt abgeschlossen. 1967 fuhr die letzte Dampftraktion der SBB. Das Netz der SBB ist heute, nachdem die kurze Güterstrecke Etzwilen–Singen (Hohentwiel) 2004 stillgelegt wurde, vollständig verdrahtet. Auch die Privatbahnen werden fast ausnahmslos elektrisch betrieben, wobei die zahlreichen kurzen Schmalspurstrecken eine Gleichstrom-Domäne geblieben sind.
Das Bahnstrompreissystem der Schweiz regelt den Preis, der durch Eisenbahnverkehrsunternehmen zu bezahlen ist, wenn sie Strom aus der Fahrleitung beziehen.

## Streckenstilllegungen

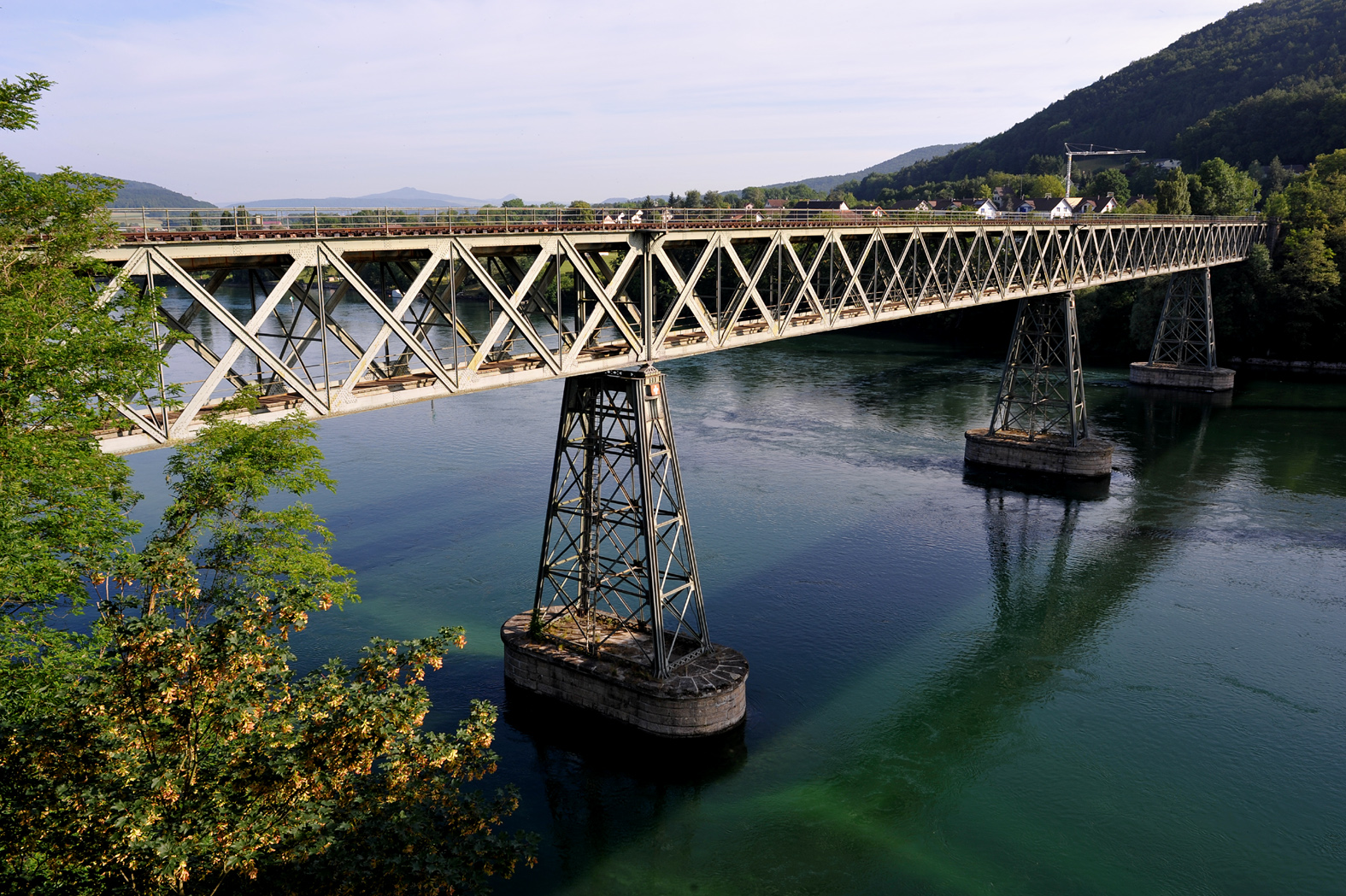
Eisenbahnbrücke Hemishofen

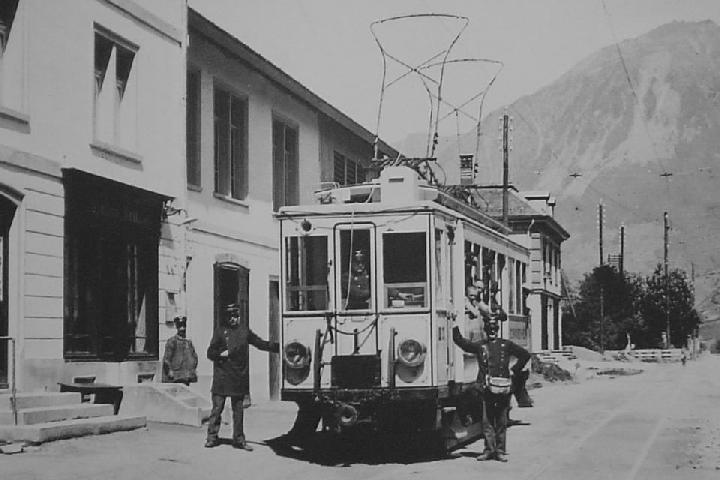
Sernftalbahn

Streckenstilllegungen hat es bei den SBB bis jetzt kaum gegeben. Stillgelegt wurden bisher die Bülach-Baden-Bahn, die Strecken Lenzburg–Wildegg, Solothurn–Herzogenbuchsee, Solothurn–Büren an der Aare, Beinwil am See–Beromünster (teilweise durch Wynental- und Suhrentalbahn (WSB) ersetzt), Aarau–Suhr (Verlegung der Wynental- und Suhrentalbahn (WSB) auf dieses Trassee im November 2010), Weesen–Näfels (1918) sowie die Strecke Zürich HB–Zürich Letten–Zürich Stadelhofen (ersetzt durch den Hirschengrabentunnel). Seit dem 12. Dezember 2004 ist der Rest der Bahnstrecke Etzwilen–Singen aufgrund des schlechten Zustands der Hemishofer Rheinbrücke endgültig stillgelegt. Auf einigen Strecken wurde der Personenverkehr aufgegeben, die Strecken werden aber noch durch Güterzüge befahren. Hierzu gehören die Strecken Hinwil–Bäretswil (Bäretswil–Bauma als Museumsbahnlinie der DVZO), Koblenz–Laufenburg sowie Wettingen–Mellingen.
Bei den Privatbahnen hat es zwar einige Einstellungen und Streckenverkürzungen gegeben, aber im Vergleich mit anderen Ländern nimmt sich auch ihr Umfang recht bescheiden aus. Betroffen waren überwiegend schmalspurige Nebenstrecken, die oft wegen ihres Verlaufs im Strassentrassee dem wachsenden Autoverkehr weichen mussten, etwa die Uerikon-Bauma-Bahn (1948, normalspurig), die Wetzikon-Meilen-Bahn (1950), die Uster-Oetwil-Bahn (1949), die Spiezer Verbindungsbahn (1960), die Schwyzer Strassenbahnen zwischen Brunnen und Schwyz (1963), die Strassenbahn Schaffhausen–Schleitheim (1964), die Leuk-Leukerbad-Bahn (1967) oder die Sernftalbahn nach Elm GL (1969).
In den 1950er- und 1960er-Jahren wurden praktisch alle Bahnstrecken vom Bund darauf überprüft, ob und wie sie modernisiert werden könnten. Bei einigen fiel diese Überprüfung negativ aus. Dieser Entscheid hatte zur Folge, dass der Kantonsanteil bzw. der Anteil der Eigenmittel, der für die Modernisierung aufgebracht werden musste, stieg. Hierbei ist anzumerken, dass die Haltung des Kantons sehr wichtig war, ob danach eine Strecke wirklich stillgelegt wurde. So wurden im autofreundlichen Kanton Tessin nur zwei Bahnen (Lugano-Ponte-Tresa-Bahn und Centovallibahn) in Modernisierungsprogramme aufgenommen und die restlichen Strecken stillgelegt. In den eher bahnfreundlich eingestellten Kantonen war der Kahlschlag viel weniger deutlich.
Die Rhätische Bahn stellte 1972 auf der Bahnstrecke Bellinzona–Mesocco den Personenverkehr und 2003 auch noch den Güterverkehr ein.

## Neubaustrecken / Ausbaustrecken

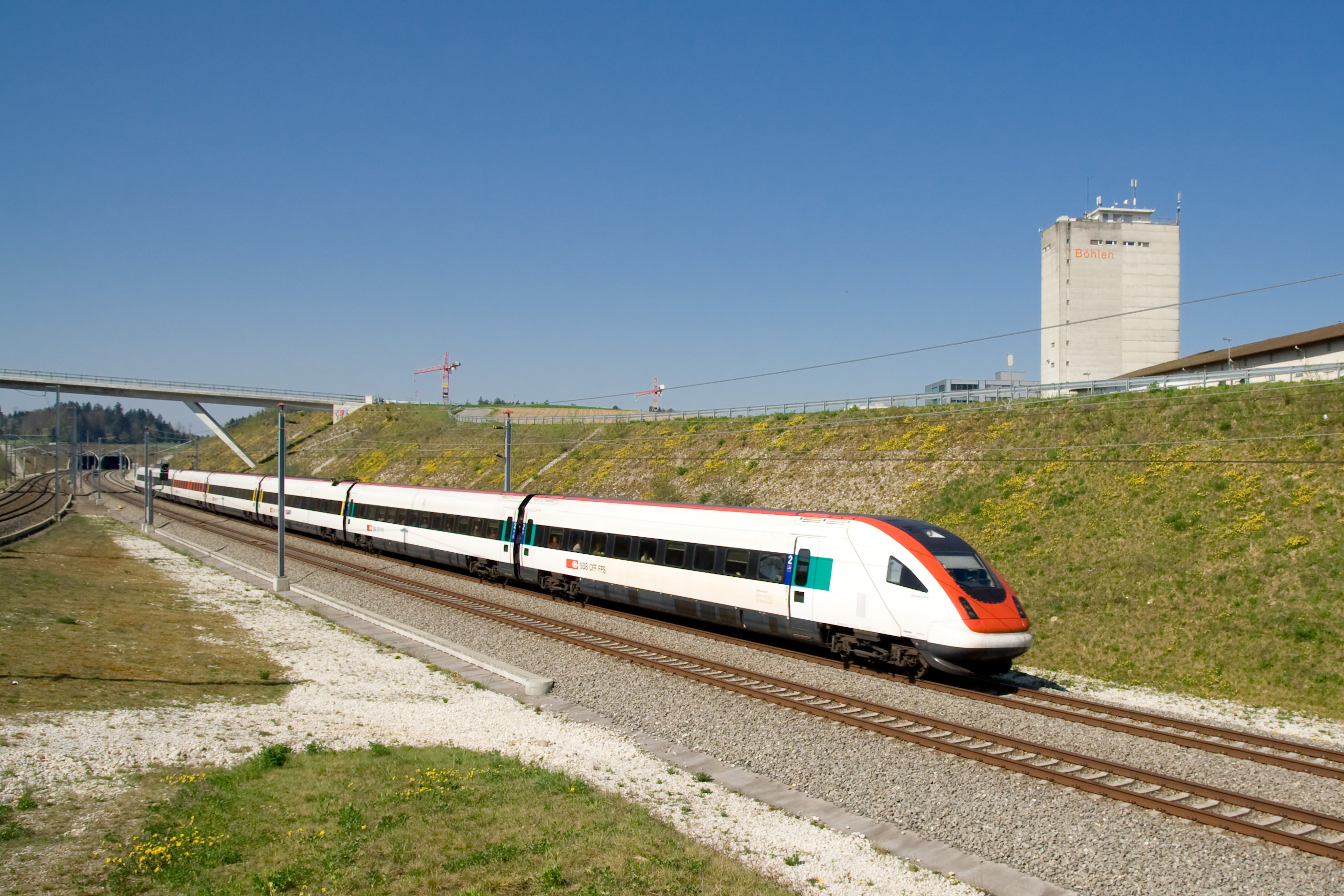
InterCity-Neigezug auf Neubaustrecke Mattstetten–Rothrist

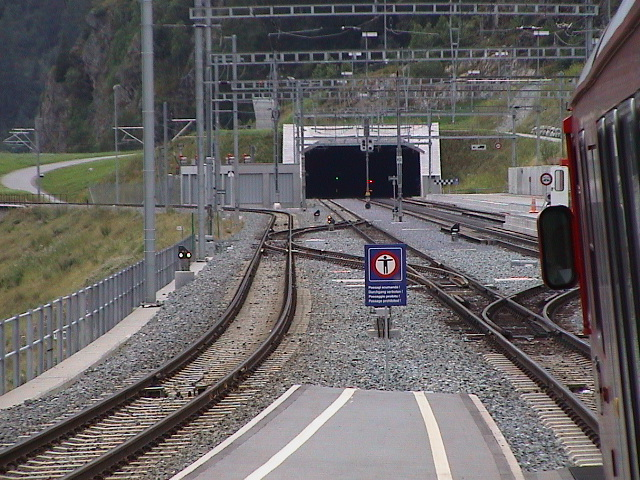
Einfahrt in den Vereinatunnel in Sagliains

Im 20. und 21. Jahrhundert wurden kleinere und grössere Strecken-Ausbauten vorgenommen, wie bereits 1916 mit der Eröffnung des neuen Hauenstein-Basistunnels an der Strecke Olten–Basel. Die 1975 fertiggestellte Heitersbergstrecke zwischen Zürich–Aarau–Olten wurde als Teil der geplanten Neuen Haupttransversalen (NHT) vorgezogen gebaut. Das Grossprojekt für den Bau einer Hochgeschwindigkeitslinie scheiterte jedoch am Widerstand der Bevölkerung. Einige Teile der NHT wurden im Projekt Bahn 2000 verwirklicht.
Weitere Ausbauten des Schienennetzes folgten 1983 mit der in Betrieb genommenen Schleife bei Sargans, der Eröffnung 1980 des Flughafenbahnhofs von Zürich (erster vollständig unterirdischer Bahnhof der Schweiz), des Flughafenbahnhofs von Genf (→ Liste von Tief- oder Tunnelbahnhöfen in der Schweiz), der Bornlinie als Umfahrungen von Aarburg–Oftringen, Zollikofen (Grauholztunnel) und Pratteln (Adlertunnel, Projekt «Bahn 2000»). Der erste Teil des Zimmerberg-Basistunnels wurde 2002 eröffnet.
Mit dem Bau der Zürichberglinie und dem unterirdischen S-Bahnhof im Zürcher Hauptbahnhof als Kernstück der 1990 eröffneten S-Bahn Zürich wurde ein wichtiger Schritt bei der Förderung des Agglomerationsverkehrs gemacht. Ausserdem wurden die Sihltalbahn und Uetlibergbahn in einen zweiten, neuen unterirdischen Teil des Zürcher Hauptbahnhofs verlängert. Die meisten anderen S-Bahnen in der Schweiz wurden allerdings nur unter Einbezug der bestehenden Strecken gestaltet, ohne dass Strecken neu erbaut wurden. Dabei wurden oft nur punktuelle Veränderungen an der Infrastruktur vorgenommen, oft in Form von zusätzlichen Haltestellen. Allerdings wurden einige Strecken teilweise mit einem zusätzlichen Streckengleis ausgerüstet, oder andere leistungssteigernde Massnahmen umgesetzt.
Ausserdem wurden die folgenden Bergstrecken ausgebaut oder neu erstellt: Bau des Furka-Basistunnels, Doppelspur-Ausbau der Lötschberg-Bergstrecke und Bau der Vereinalinie der Rhätischen Bahn (RhB).
Mit dem Alpenschutz erhält die Eisenbahn erstmals einen in der Bundesverfassung niedergelegten Auftrag zum Transit des internationalen Güterverkehrs.
2004 wurde die 52 km lange Neubaustrecke Mattstetten–Rothrist dem Verkehr übergeben. Die Strecke zwischen Zürich und Bern wird mit einer Geschwindigkeit von 200 km/h befahren. Die Ausbaustrecke Solothurn–Wanzwil zweigt von der Neubaustrecke ab. 2004 wurde ausserdem im Wallis die Neubaustrecke Salgesch–Leuk eröffnet.
2007 erscheint der erste Alpenzustandsbericht des ständigen Sekretariats der AK: Verkehr und Mobilität in den Alpen zum Übereinkommen zum Schutz der Alpen (Alpenkonvention, AK). Er basiert auch auf Zahlenangaben der Schweiz.
Ende 2015 wurde die neue 9,6 km lange Durchmesserlinie Altstetten–Zürich HB–Oerlikon in Betrieb genommen. Durch die vier zusätzlichen Durchgangsgleise im Tiefbahnhof Löwenstrasse wird eine beachtliche Kapazitätssteigerung des Hauptbahnhofs Zürich erreicht.
Die 16,1 km lange Bahnstrecke Cornavin–Eaux-Vives–Annemasse, kurz CEVA, verbindet seit 2019 den grenznahen französischen Ort Annemasse mit dem Genfer Bahnhof Cornavin.

## Taktfahrplan

Werbeplakat der SBB bei der Einführung des Taktfahrplans 1982

Den schweizweit ersten Taktfahrplan führte die Vereinigte Bern-Worb-Bahnen (VBW) am 31. Mai 1964 auf der Bahnstrecke Worb Dorf–Worblaufen ein. Im Sommer 1968 folgten die SBB auf der rechtsufrigen Zürichseebahn. Das Prinzip sollte im Sommer 1977 schweizweit auf allen Bahnlinien eingeführt werden. Auf diese Bestrebungen wies ein Zeitungsartikel Eisenbahnfahrplan à la hollandaise im August 1973 hin; mit hollandaise wurden dabei niederländische Fahrpläne als Vorbild genommen, da in den Niederlanden ein Taktfahrplan bereits seit 1934 die Städte mit stündlichen Zügen verband.
Noch in den 1960er-Jahren waren viele Experten der Ansicht, dass ein landesweiter Taktfahrplan nicht durchführbar sei. Im März 1969 veröffentlichte der ETH-Bauingenieur Samuel Stähli einen 19-seitigen Bericht über die Grundfragen der Fahrplangestaltung, in dem er die Einführung empfahl. Die damaligen SBB-Fahrplanstrategen antworteten ihm mit dem Akronym «Agabu»: Alles ganz anders bei uns.
Am 23. Mai 1982 wurde in der ganzen Schweiz der Taktfahrplan eingeführt. Fortan hiess es: «jede Stunde ein Zug in jede Richtung». Dies führte zu einer Leistungssteigerung von 14 % im Nahverkehr und 31 % im Fernverkehr.

## Bahn 2000 und S-Bahnnetze

Streckennetz März 2017

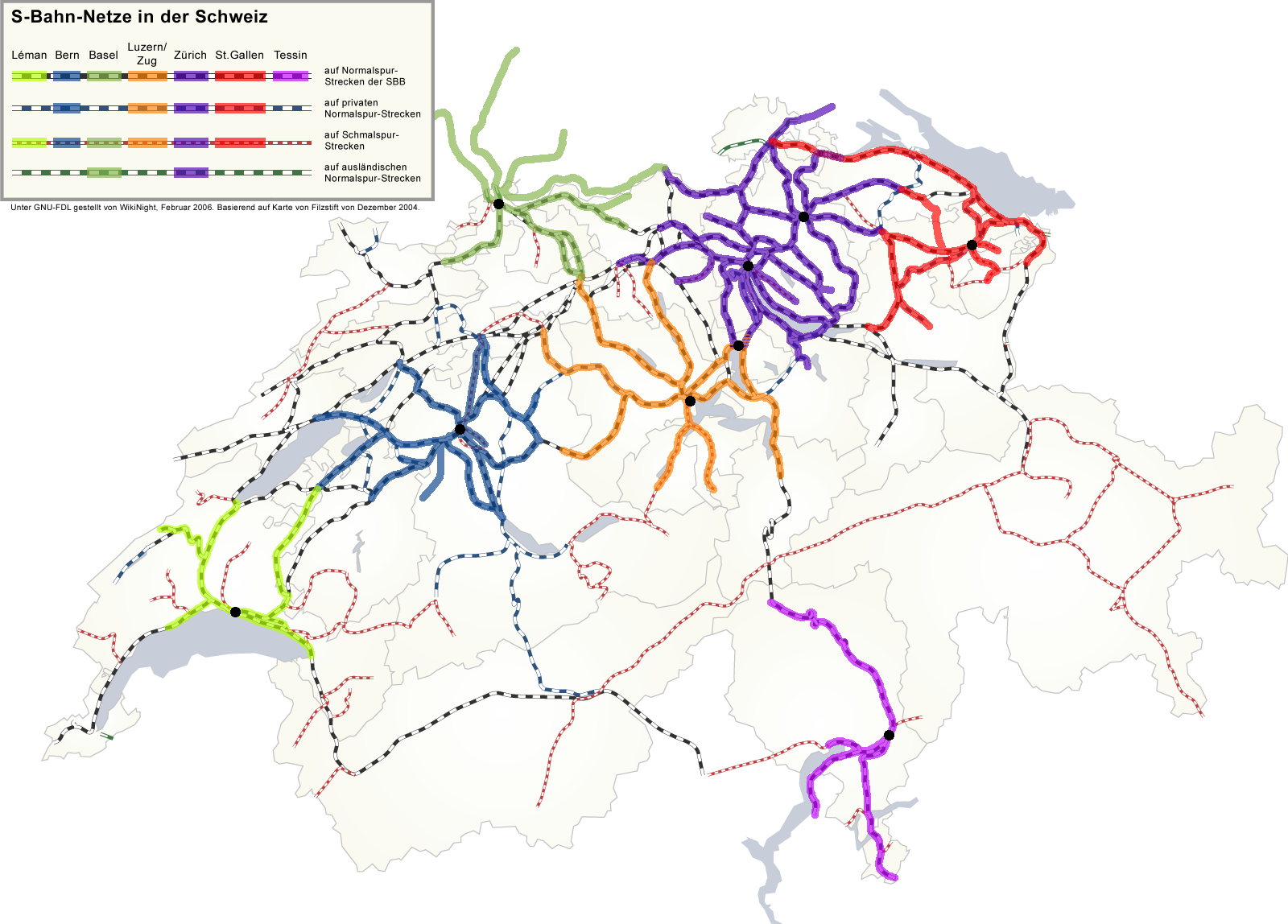
S-Bahn-Netze in der Schweiz (2006)

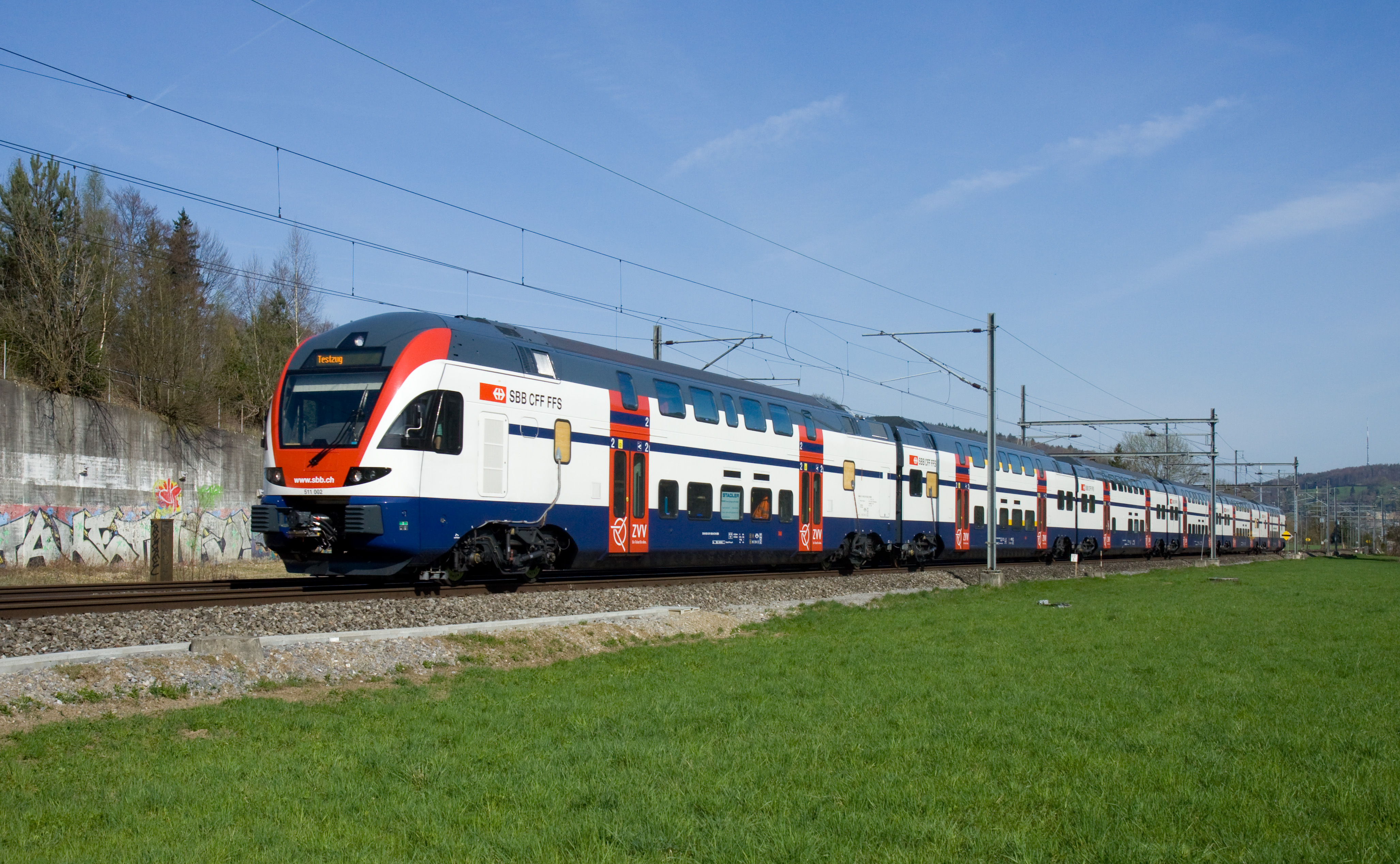
Ein RABe 511 der S-Bahn Zürich

Die Schweiz setzt für die Zukunft der Bahn nicht auf den Bau neuer Schnellfahrstrecken. Unter dem Motto «Bahn 2000» wurde stattdessen ein Gesamtkonzept entwickelt, welches neben einer Verkürzung der Reisezeiten weitere Massnahmen zur Attraktivitäts-Verbesserung umfasst. «Bahn 2000» ist ausgerichtet auf die Ziele: häufiger – rascher – direkter – bequemer.
Kernstück des Konzepts ist die Schaffung eines Systems von Knotenbahnhöfen, zwischen denen die Fahrzeiten einschliesslich der Aufenthalte jeweils exakt eine Stunde betragen. Dadurch können nicht nur im Fernverkehr, sondern auch bei den Anschlüssen in der Region Zeitverluste beim Umsteigen wesentlich reduziert werden. Neben dem Ausbau vorhandener Strecken sind auch einige Neubau-Abschnitte notwendig, deren Gesamtlänge sich jedoch auf nur etwa 120 Kilometer beschränkt, das sind weniger als 2,5 % des gesamten Schienennetzes. Als Höchstgeschwindigkeit sind dabei 200 km/h ausreichend. Bei den meist relativ kurzen Reisedistanzen brächte auch ein höheres Tempo keinen grossen Zeitgewinn.
«Bahn 2000» betrifft nicht nur allein die SBB, sondern ebenso die Privatbahnen, bei denen vor allem Anschlüsse optimiert und die Verkehrsdichte erhöht werden. Dazu sind auch bei diesen viele Anpassungen und Ausbauten nötig. Die Bahn 2000 nahm mit dem Fahrplanwechsel am 12. Dezember 2004 problemlos ihren Betrieb auf.
In der Schweiz werden 2022 die folgenden S-Bahn-Systeme betrieben oder sind in Planung:
- S-Bahn Aargau
- S-Bahn Basel
- S-Bahn Bern
- S-Bahn Chur
- RER Fribourg/Freiburg
- S-Bahn Konstanz-Kreuzlingen
- Léman Express
- S-Bahn Luzern
- S-Bahn Schaffhausen
- S-Bahn St. Gallen
- S-Bahn Tessin
- RER Vaud
- Stadtbahn Zug
- S-Bahn Zürich

## Neue Eisenbahn-Alpentransversale NEAT

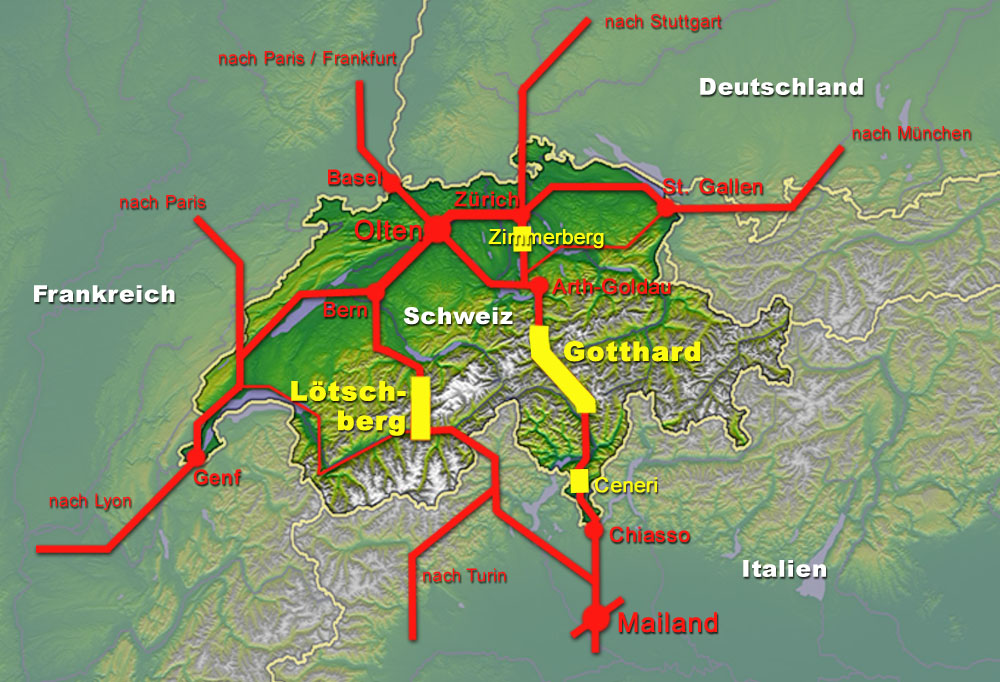
Die neuen Basistunnel der NEAT im europäischen Schienenverbund

Die zentralen Bauwerke des NEAT-Projektes bilden die beiden grossen Basistunnel durch die Alpen. Der 38 Kilometer lange, vorwiegend einspurige Lötschberg-Basistunnel wurde bereits im Jahr 2007 in Betrieb genommen. Er kann allerdings neben dem CIS und dem Intercity im Stundentakt zumindest tagsüber nur wenige Güterzüge aufnehmen.
Wesentlich leistungsfähiger ist der 57 Kilometer lange, doppelspurige Gotthard-Basistunnel. Durch die beiden Röhren dieses längsten Eisenbahntunnels der Welt können Reisezüge mit 250 km/h fahren.
In Verbindung mit dem am 4. September 2020 eröffneten 15,4 Kilometer langen Ceneri-Basistunnel zwischen Bellinzona und Lugano ergibt sich die erste Flachbahn durch die Alpen, die nirgendwo eine grössere Steigung als 12,5 Promille hat, so dass alle Güterzüge durchgehend ohne zusätzliche Vorspann-, Schiebe- oder Zwischenlokomotiven verkehren können. Die NEAT ist ein wichtiger Teil der vom Schweizervolk mit der Annahme der Alpeninitiative geforderten Verlagerungspolitik. Diese sieht vor, dass möglichst viel alpenquerender Güterschwerverkehr von der Strasse auf die Eisenbahn verlagert werden muss.

## Ausblick

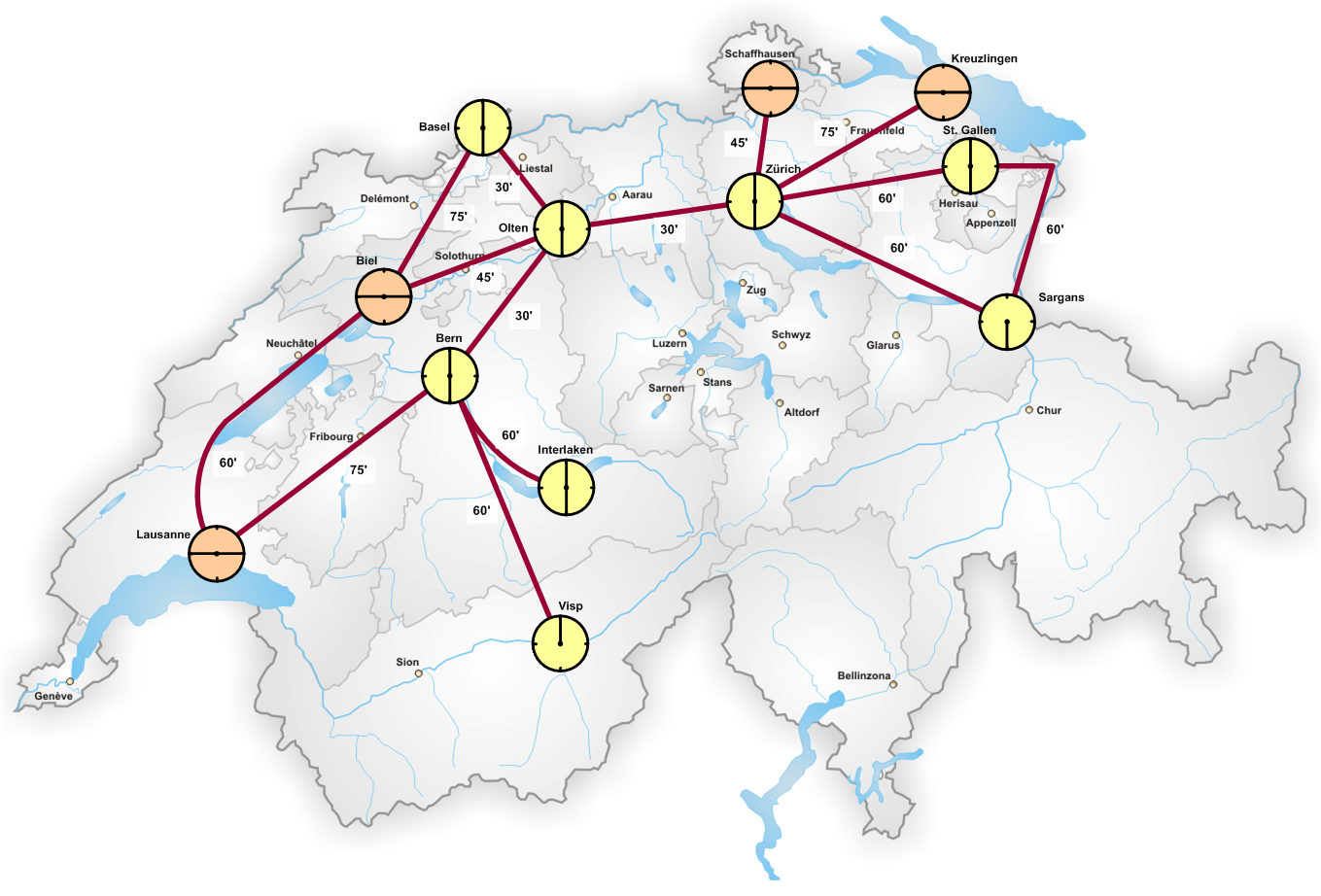
Knotensystem nach Abschluss des Projekts HGV-Anschluss (ca. 2015)

Beim Stand von 2015 hat die Schweiz mit 5177 Kilometern auf einer Fläche von 41'285 km², abgesehen von den Stadtstaaten Monaco und Vatikanstaat, das dichteste Eisenbahnnetz der Welt.
Seit 1. März 2001 ist der Netzzugang zum Schweizer Schienennetz frei, zunächst für inländische Eisenbahnverkehrsunternehmen.
Die zukünftige Entwicklung der Bahninfrastruktur ist Teil der vom schweizerischen Bundesrat am 17. Oktober 2007 beschlossenen Botschaft zur «Gesamtschau FinöV». Auf Nachfrageprognosen beruhend, sieht ZEB einen Ausbau des Normalspurnetzes vor, der ein erweitertes nationales Verkehrsangebot für den Personenfern- und den Güterverkehr für den Planungshorizont 2030 ermöglicht. Die Erarbeitung erfolgte gemeinsam zwischen den Schweizerischen Bundesbahnen und dem Bundesamt für Verkehr.